# Ferrari
Ferrari ist ein italienischer Automobilhersteller von Sportwagen und Formel-1-Fahrzeugen mit Verwaltungssitz in Maranello in der italienischen Provinz Modena und Rechtssitz in Amsterdam. Das Unternehmen wurde 1947 vom ehemaligen Rennfahrer Enzo Ferrari gegründet.
Die Scuderia Ferrari (italienisch für „Rennstall Ferrari“) ist die Motorsportabteilung von Ferrari und ist bis heute das erfolgreichste Formel-1-Team.
Ferrari war von 1966 bis 2014 Tochterunternehmen von Fiat, anschließend bis 2016 mit rund 80 Prozent von Fiat Chrysler Automobiles.
Der Börsengang von Ferrari an der New York Stock Exchange erfolgte am 21. Oktober 2015. Ferrari wird durch die Holding Exor der italienischen Unternehmerfamilie Agnelli geführt und ist an der Borsa Italiana im Leitindex FTSE MIB gelistet.

## Geschichte

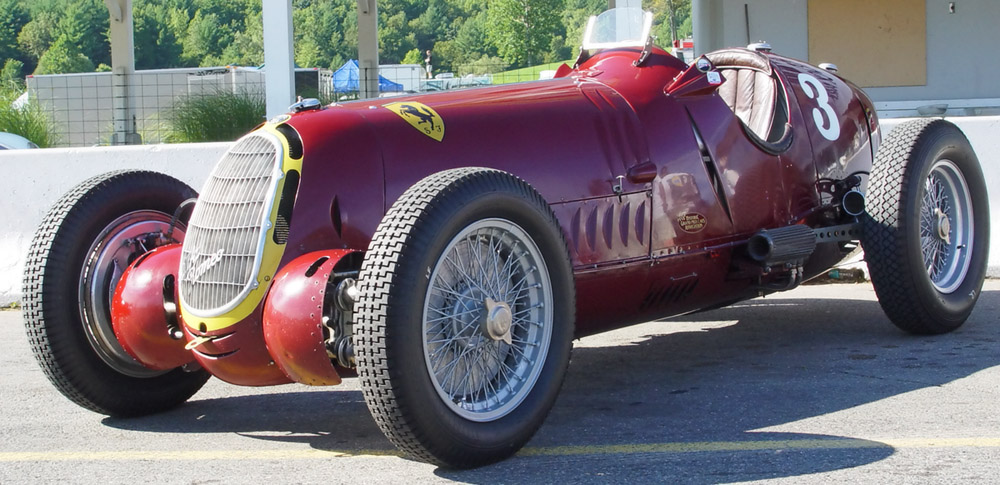
Alfa Romeo 8C 2900 der Scuderia Ferrari

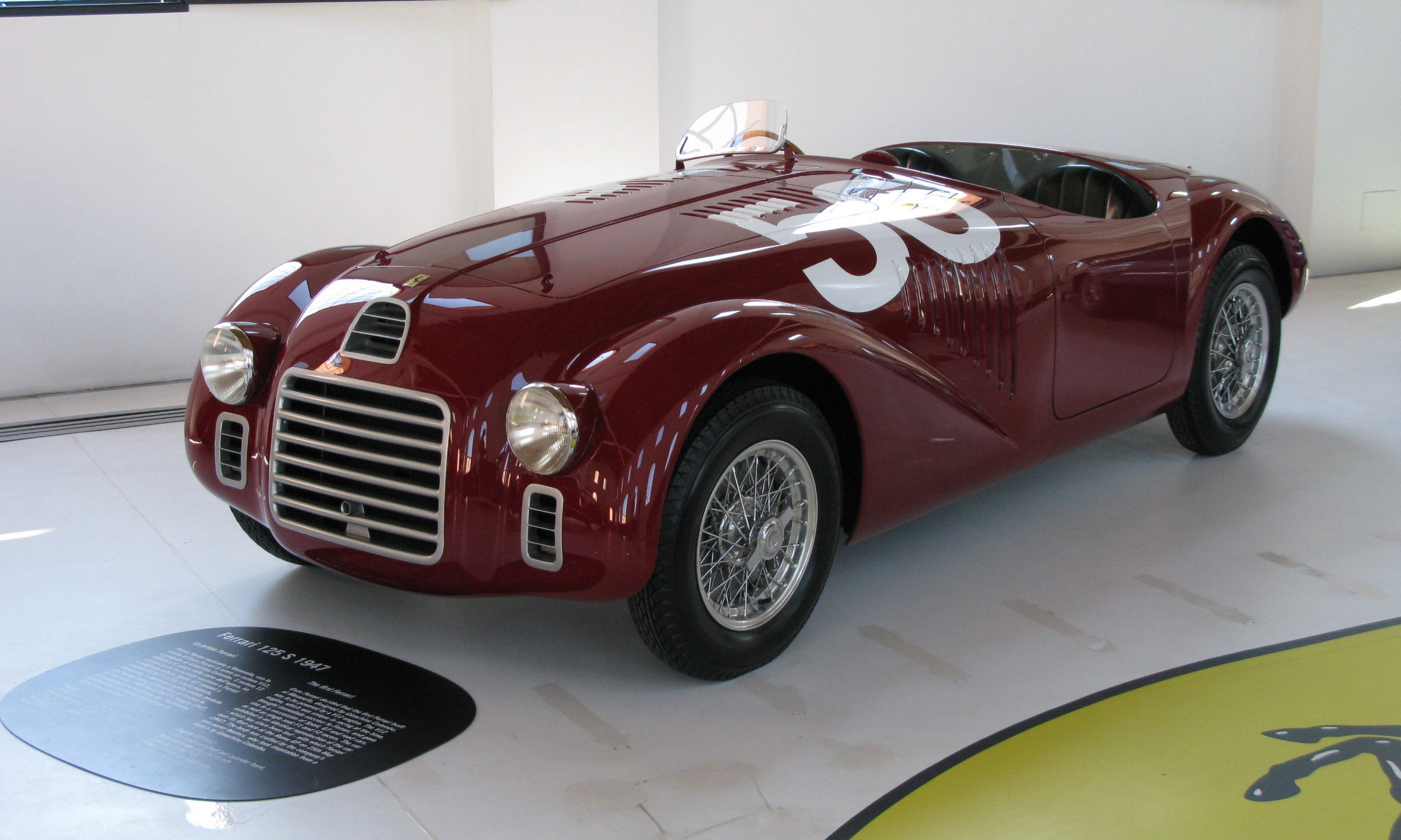
Ferrari 125 von 1947

Die Ursprünge des Unternehmens gehen zurück auf das Rennteam Scuderia Ferrari, das von 1929 bis 1938 unter der Leitung von Enzo Ferrari unter anderem als Werksteam von Alfa Romeo sehr erfolgreich Autorennen fuhr, ohne selbst Fahrzeuge zu bauen. Schon zu diesen Zeiten wurde das heute noch benutzte Logo verwendet: ein sich aufbäumendes Pferd, das cavallino rampante.

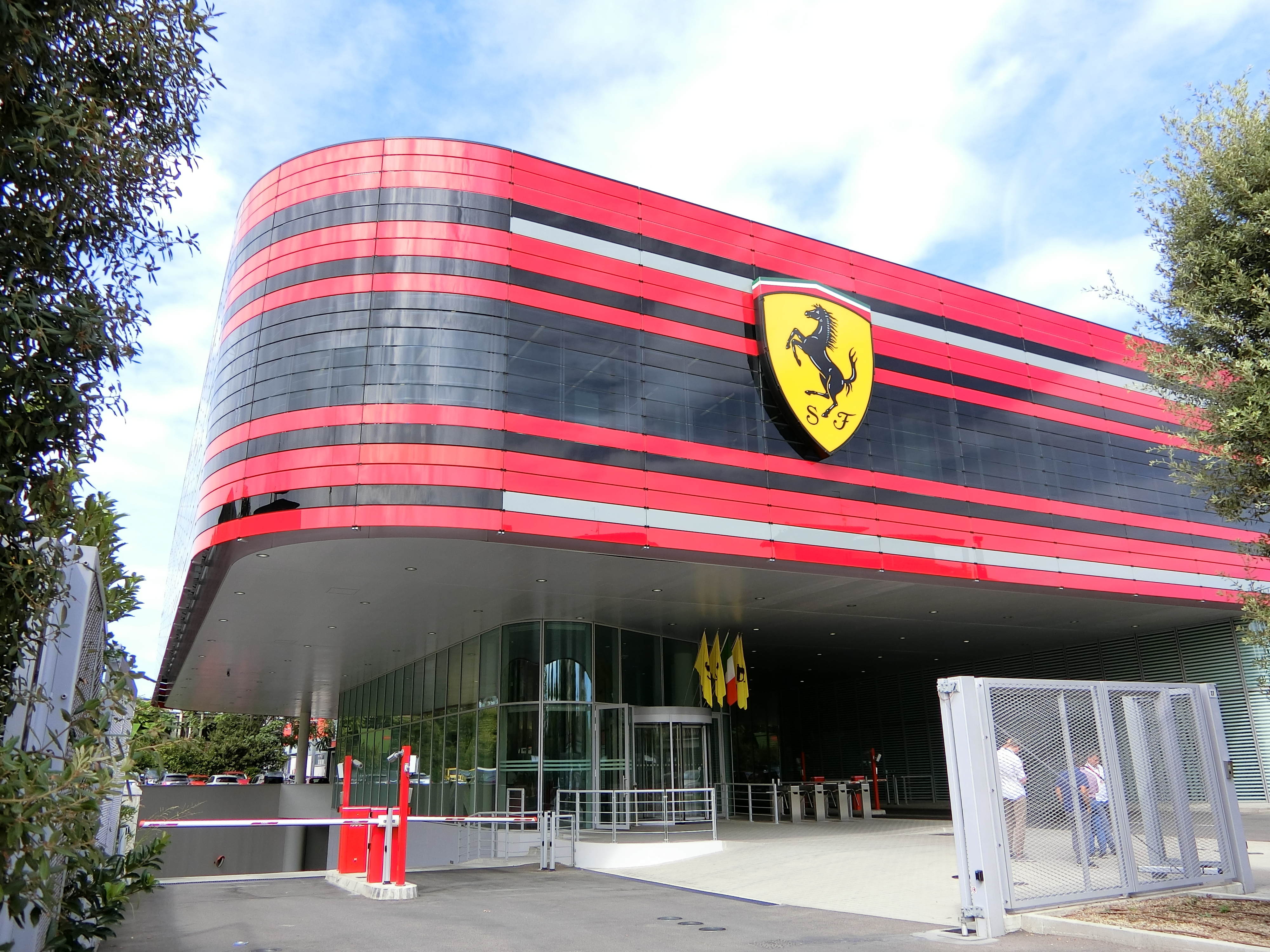
Ferrari-Zentrale in Maranello

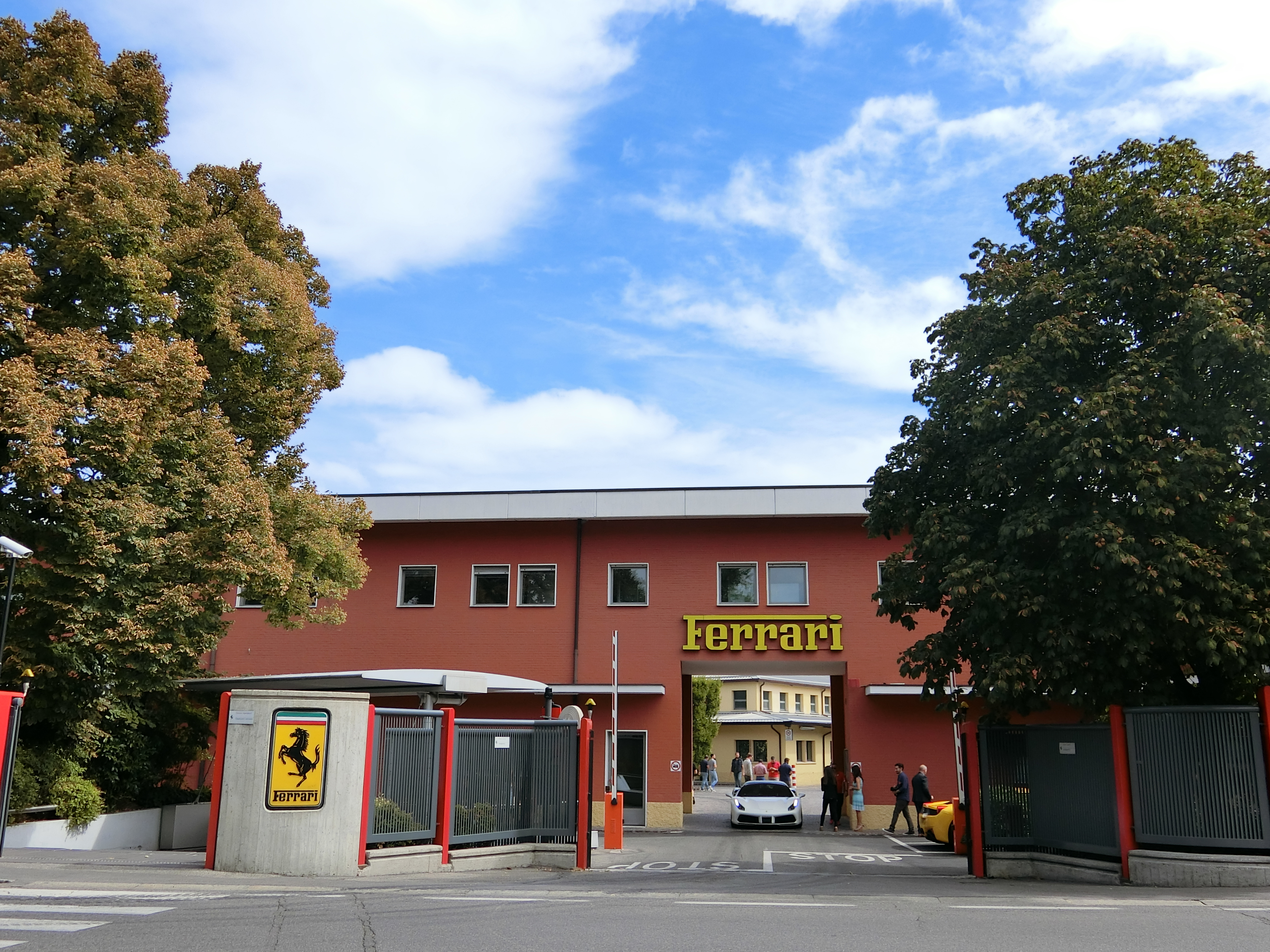
Ferrari-Werke in Maranello

1940 wurde die Scuderia in „Auto Avio Costruzioni Ferrari“ umbenannt und zog 1943 nach Maranello um, wo sie bis heute ihren Hauptsitz hat. Die Fabrik wurde 1944 durch einen Bombenangriff zerstört und 1946 wieder aufgebaut.
Der erste „echte“ Ferrari war der 1947 gebaute Ferrari 125 S Sport mit einem 1,5-Liter-V12-Motor. Ferrari baute damals in erster Linie Rennwagen für Sportwagenrennen wie die Mille Miglia, die auch an Kunden verkauft wurden, um Geld zu verdienen.
Daraus entwickelten sich Straßenwagen, die nicht für den Renneinsatz geeignet waren. Für außergewöhnliches Styling aus dem Haus Pininfarina bekannt, sind und waren die Autos von Ferrari beliebt bei den 'Reichen und Schönen'. Neben Pininfarina wurden auch Scaglietti, Bertone und Vignale mit dem Design von Ferraris beauftragt. Im Jahr 1957 wurden 100 Ferraris hergestellt.
Ferrari befand sich öfter in Krisen. Schon in den 1960er Jahren machte Ford ein Übernahmeangebot, das abgelehnt wurde, worauf der Ford GT40 Ferraris bisherige Vorherrschaft bei den Sportwagenrennen brach. Der Einstieg von Fiat 1969 mit 50 Prozent erbrachte die Finanzen für eine teure Antwort auf den Porsche 917 durch den Bau von 25 Exemplaren des Ferrari 512S, aber erst 1972/73 waren die Sportwagen wieder siegreich. Danach stellte Ferrari diese Art von Rennsport ein, zumal das F1-Team 1973 desolat war und einige Rennen aussetzen musste.
In den USA hatten Sicherheits-, Verbrauchs- und Abgas-Vorschriften ab den 1970er Jahren die Sportwagen geradezu „kastriert“ und den Absatz einbrechen lassen. Erst mit dem Tod des Gründers Enzo Ferrari 1988 gab es einen Nachfrage-Boom, insbesondere nach Klassikern, samt Beschwörung des Mythos Ferrari, da sich manch einer nicht vorstellen konnte, dass auch ohne Enzo Ferrari weiterhin Ferraris entstehen konnten. Mit den Erfolgen in der Formel 1 bekam ab 1996 die Marke endgültig wieder Oberwasser.
Für sportliche Amateure hatte Ferrari jedoch seit Mitte der 1960er Jahre kaum noch geeignete Wagen im Angebot. Erst in jüngerer Zeit wurden Rennversionen der V8-Modelle (Ferrari 360) entwickelt, mit denen sich Kunden-Teams außer im Ferrari-Markenpokal auch der Konkurrenz bei Langstreckenrennen stellen konnten.
Am 4. November 2010 wurde unter dem Namen Ferrari World in Abu Dhabi im gleichnamigen Emirat ein 25 Hektar großer Themenpark rund um das schnelle Autofahren eröffnet. Er dient vor allem den Ferrarifreunden und potentiellen Kunden im Nahen Osten als Einstimmung auf die Sportwagenmarke.
Am 29. Oktober 2014 kündigte Fiat Chrysler Automobiles (FCA) an, ihre 90-Prozent-Beteiligung an Ferrari im Jahr 2015 abzugeben. Zehn Prozent der Aktien sollten an die Börse gebracht, die restlichen 80 Prozent an die Aktionäre von FCA ausgegeben werden. Diese können seit dem Ferrari-Börsengang ebenfalls über die Börse verkauft werden. 9,74 Prozent an Ferrari hält weiterhin Enzo Ferraris Sohn Piero Ferrari, 22,91 % hält die Agnelli-Holding Exor.
Im Verlauf der Covid-19-Pandemie im Jahr 2020 stellte Ferrari Einzelteile für Beatmungsgeräte her.
2019 lieferte Ferrari weltweit erstmals mehr als 10.000 Fahrzeuge aus.

## Das Cavallino rampante

### Geschichte
Das Emblem der Marke ist ein schwarzes Pferd auf gelbem Grund, mit den Buchstaben S F für „Scuderia Ferrari“ (Rennstall Ferrari). Das Pferd war ursprünglich das Symbol von Baron Francesco Baracca, einem Fliegerass der Aeronautica Militare im Ersten Weltkrieg. Baron Baracca wurde am 19. Juni 1918 nach 34 siegreichen Luftkämpfen abgeschossen und avancierte schnell zum Nationalhelden. Er ließ das Pferd auf die Flugzeuge seiner Fliegergruppe malen, weil es im Wappen des Kavallerieregiments Piemonte Cavalleria war, dem er angehört hatte. Die Militäreinheit, in der Enzo Ferraris Bruder, Dino, im Ersten Weltkrieg kämpfte und fiel, hatte das springende Pferd ebenfalls im Wappen. Eine weitere unbewiesene Theorie ist die, dass Baracca das Pferd von einem deutschen Piloten, der das sehr ähnliche Wappen der Stadt Stuttgart auf seinem Flugzeug trug, kopierte. Rein vom Design scheint dies die schlüssigere Variante zu sein, da das Stuttgarter Pferd merklich mehr Ähnlichkeit mit dem Ferraripferd besitzt. Das Stuttgarter Pferd hat die gleiche Farbkombination und die gleiche Schweifausrichtung. Schwarzes Pferd auf gelben Grund mit einem nach oben zeigenden Schweif, während das Pferd vom Piemonte Cavalleria Regiment Silberfarben auf rotem Grund mit nach unten zeigenden Schweif aufweist. Auch bei der Ausrichtung der Mähne weist das Stuttgarter Pferd deutlich mehr Ähnlichkeit auf. 
1923 gewann Enzo Ferrari ein Autorennen in Ravenna und traf die Contessa Paolina Biancoli, die Mutter Baraccas. Von ihr erhielt er die Anregung, das Pferd als Emblem zu verwenden. Allerdings durfte das Logo erst ab dem Rennen in Spa-Francorchamps 1932 an den von der Scuderia Ferrari verwendeten Alfa Romeos benutzt werden.
Heute ist das sich aufbäumende Pferd ein eingetragenes Warenzeichen für Ferrari.

### Bei Ferrari
Das von Ferrari für die Kunden- bzw. Serienmodelle verwendete Logo zeigt das Cavallino rampante auf einem rechteckigen Feld mit gerundeten Ecken, über dem Pferd ein Band mit den italienischen Farben, darunter der Schriftzug Ferrari. Es ist traditionell in der Mitte der Fahrzeugfront angebracht. Das zweite, schildförmige Logo (allgemein als „Scudetto“ bezeichnet) mit den Buchstaben S und F in großen schwarzen Kursivbuchstaben an der Basis ist heute für die Scuderia Ferrari reserviert und sitzt normalerweise auf den vorderen Kotflügeln (oder bei Monopostos an den Flanken). Streng genommen dürfte es ausschließlich auf Fahrzeugen angebracht sein, die direkt vom Mutterkonzern im Rennsport eingesetzt werden.

### Bei anderen Nutzern
Der gelbe Hintergrund wurde von Enzo Ferrari hinzugefügt, weil es die Farbe seiner Heimatstadt Modena, dem damaligen Sitz des Unternehmens, war. Oft wird jedoch auch behauptet, dass Enzo Ferrari die Farbe wegen seiner Vorliebe für Sonnenblumen verwendete.
Das Pferd steht übrigens nicht nur für Ferrari. Fabio Taglionis Unternehmen Ducati benutzte es in den Rennsaisonen 1956 bis 1961 ebenfalls für seine Motorräder. Taglionis Vater war ein Freund von Baron Baracca und flog in seiner Gruppe, der 91ª Squadriglia des 4º Stormo. Nachdem Ferrari berühmt geworden war, verschwand das Pferd als Logo für Ducati, und es wird vermutet, dass die beiden Firmen ein Abkommen über die Nutzung eingingen.
Der deutsche Automobilhersteller Porsche hat ebenfalls das Stadtwappen seines Standortes Stuttgart-Zuffenhausen in sein Markenzeichen integriert.
Die Tankstellenkette Avanti benutzt in Österreich und Osteuropa ein fast identisches Logo samt schwarz-gelben Farben.
Der schwedische Gitarrist und Ferrari-Fan Yngwie Malmsteen nannte den zweiten Satz seiner Concerto Suite for Electric Guitar nach dem Ferrari-Wappen Cavallino rampante.

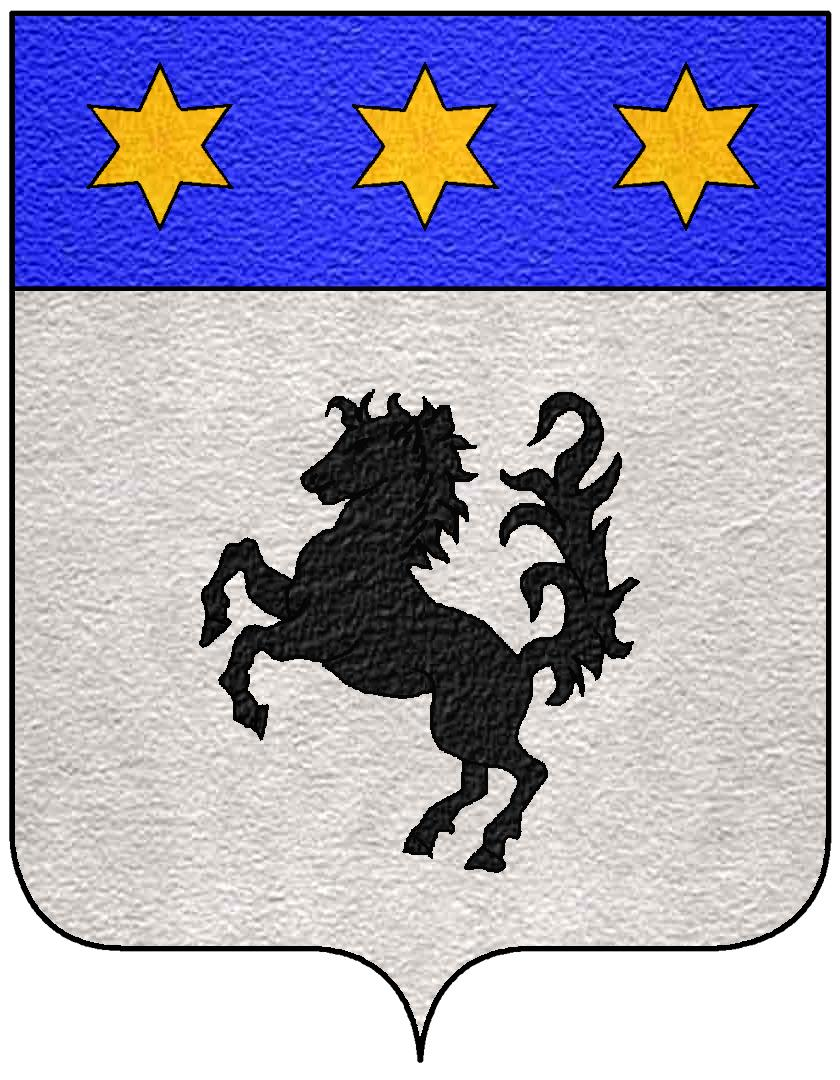
Bild 1
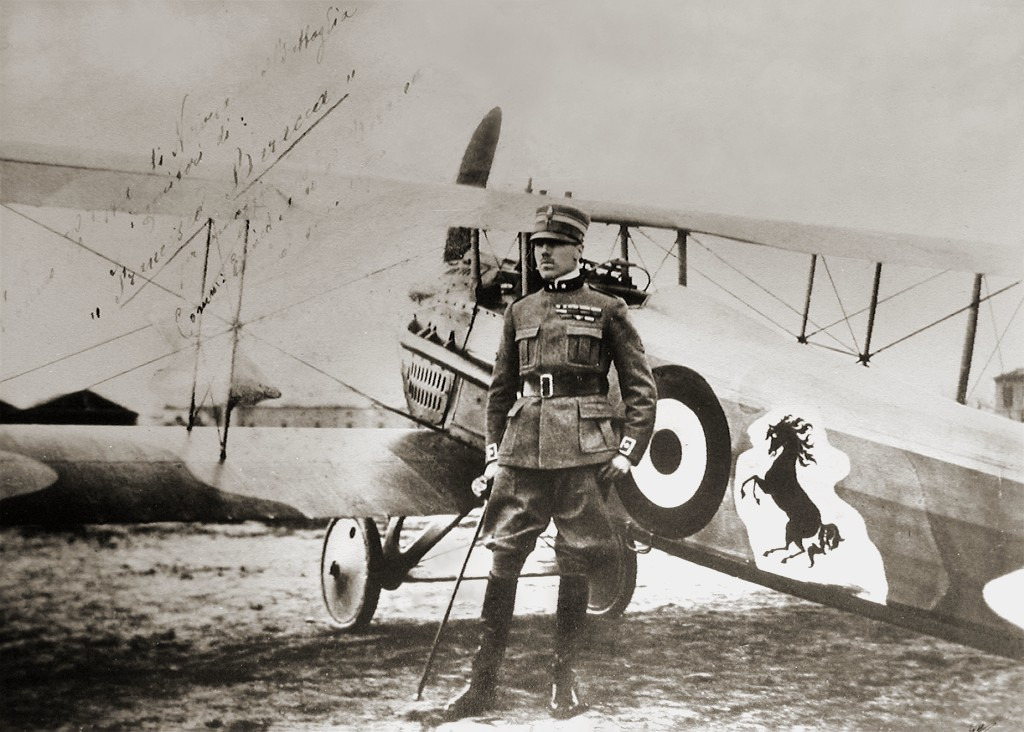
Bild 2
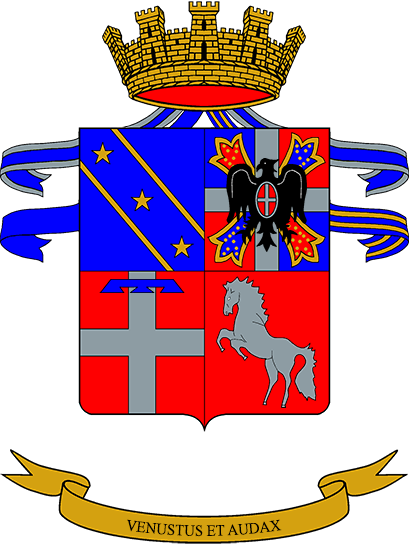
Bild 3
Bild 4
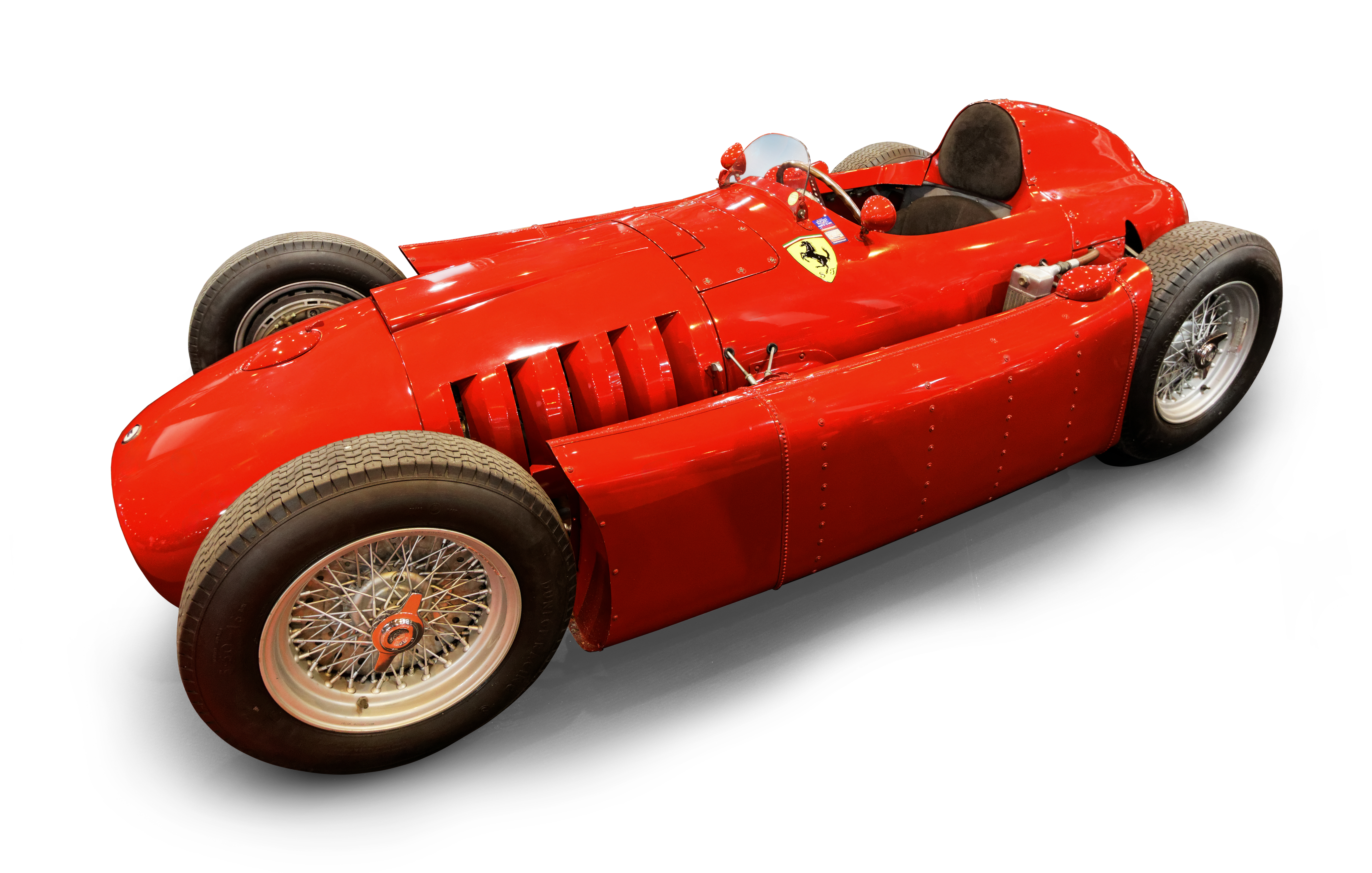
Bild 5
Bild 6
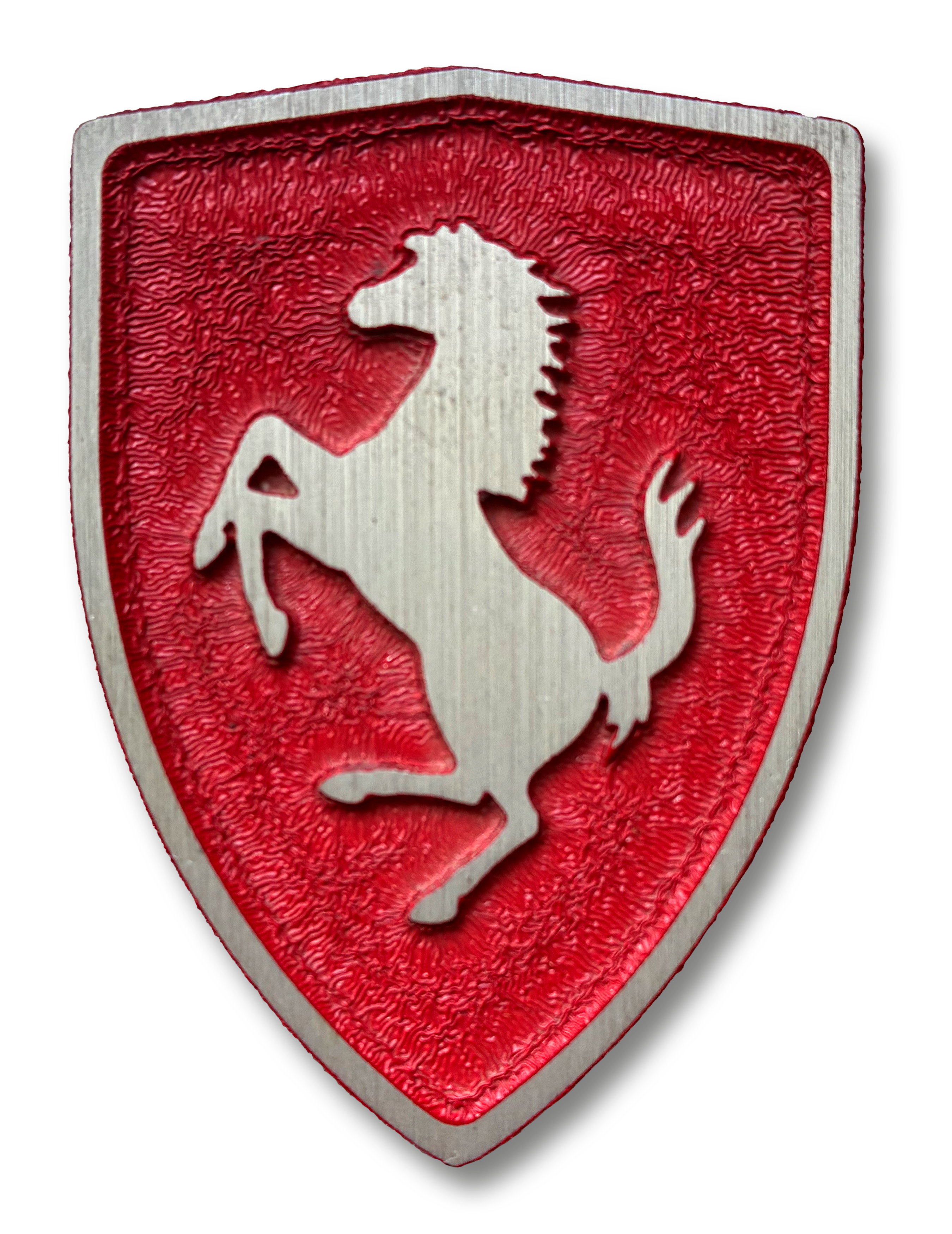
Bild 7
Bild 8

- Bild 1: Familienwappen der Familie Baracca
- Bild 2: Francesco Baracca posiert vor seiner SPAD S.XIII mit dem aufgemalten Cavallino rampante
- Bild 3: Wappen des Kavallerieregiments Piemonte Cavalleria
- Bild 4: Das so genannte Scudetto, wie es von der Scuderia Ferrari benutzt wird, und eigentlich nur auf Werksrennwagen angebracht sein dürfte
- Bild 5: Lancia-Ferrari D50:  ein Formel-1-Rennwagen von Ferrari, den die Scuderia 1956 in der Formel-1-Weltmeisterschaft einsetzte
- Bild 6: Die rechteckige Version für die Serien- und Kundenmodelle von S.p.A. Ferrari
- Bild 7: Üblicherweise auf dem Motor angebrachtes Metall-Schild („Scudetto Rosso“) mit teilweisem Überzug aus rotem Schrumpflack
- Bild 8: Wappen der Stadt Stuttgart

## Modelle

### Nomenklatur
Viele Typen sowohl der Rennwagen als auch der Straßenautos tragen eine Zahl im Namen, die sich verschieden entschlüsseln lässt.
Bis zur Ära des „Dino“ bezeichnet sie im Regelfall den gerundeten Hubraum eines einzelnen Zylinders. Multipliziert man den Einzelhubraum eines Zylinders mit der Zahl der Zylinder, erhält man den Gesamthubraum. Beispiele: 275 (V12) heißt dann 12 × 275 cm³ = 3,3 l; 625 (Vierzylinder-Reihenmotor) hingegen 4 × 625 cm³ = 2,5 l.
Bei den V6- und V8-Mittelmotor-Ferraris ab den 1970ern wich man davon ab und setzte den gerundeten Gesamthubraum in Dezilitern an die ersten zwei Stellen, die Zylinderzahl an die letzte. Dino 246 ist zu lesen als: Hubraum 2,4 l, 6 Zylinder; Ferrari 308, 328 oder 348 ist dementsprechend ein Achtzylinder mit 3,0, 3,2 bzw. 3,4 l Hubraum.
Bei 12-Zylinder-Flachmotoren mit 180° Zylinderbankwinkel gab die erste Stelle den gerundeten Hubraum in Litern an, die letzten zwei hingegen die Zahl der Zylinder. Beispiel: Ferrari 512 = 5 Liter Hubraum aus 12 Zylindern. Eine Ausnahme stellte der 365 GT4 BB dar – hier wurde der Einzelhubraum eines Zylinders verwendet, obwohl es ein Fahrzeug mit Flachmotor war.
Der Ferrari F355 stellt eine Ausnahme und Übergang zur neuen Nomenklatur dar: 3,5 l mit 5 Ventilen. Die Modelle danach (360, F430, 550, 575, 599) geben direkt den Hubraum an: 3,6 bis 5,99 l.
Der Ferrari 458 Italia folgt offenbar wieder der Regel Gesamthubraum an die ersten zwei Stellen, die Zylinderzahl an die letzte – er hat (knapp) 4,5 Liter Hubraum und acht Zylinder.

### Sechs- und Achtzylinder
Sechszylinder:
- Ferrari Dino 206 GT (1967–1969)

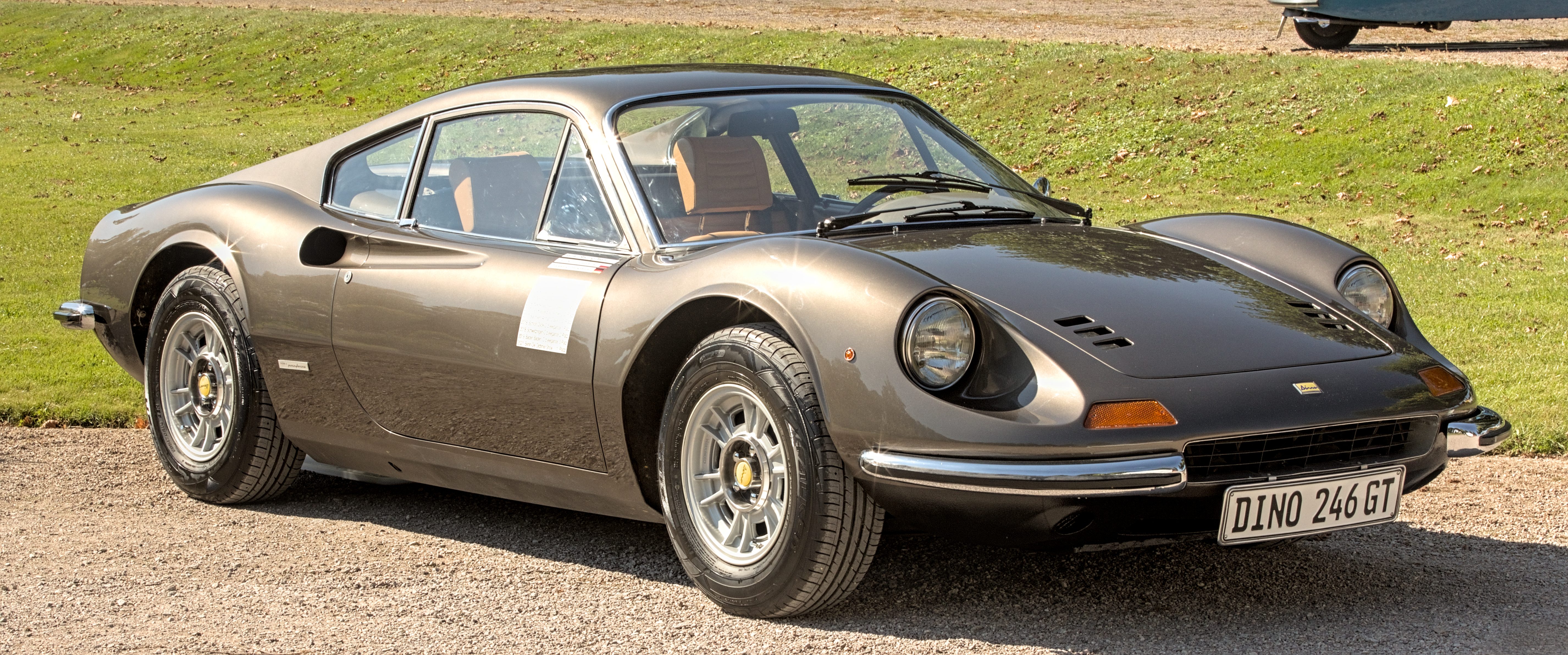
Ferrari Dino 246 (1969)

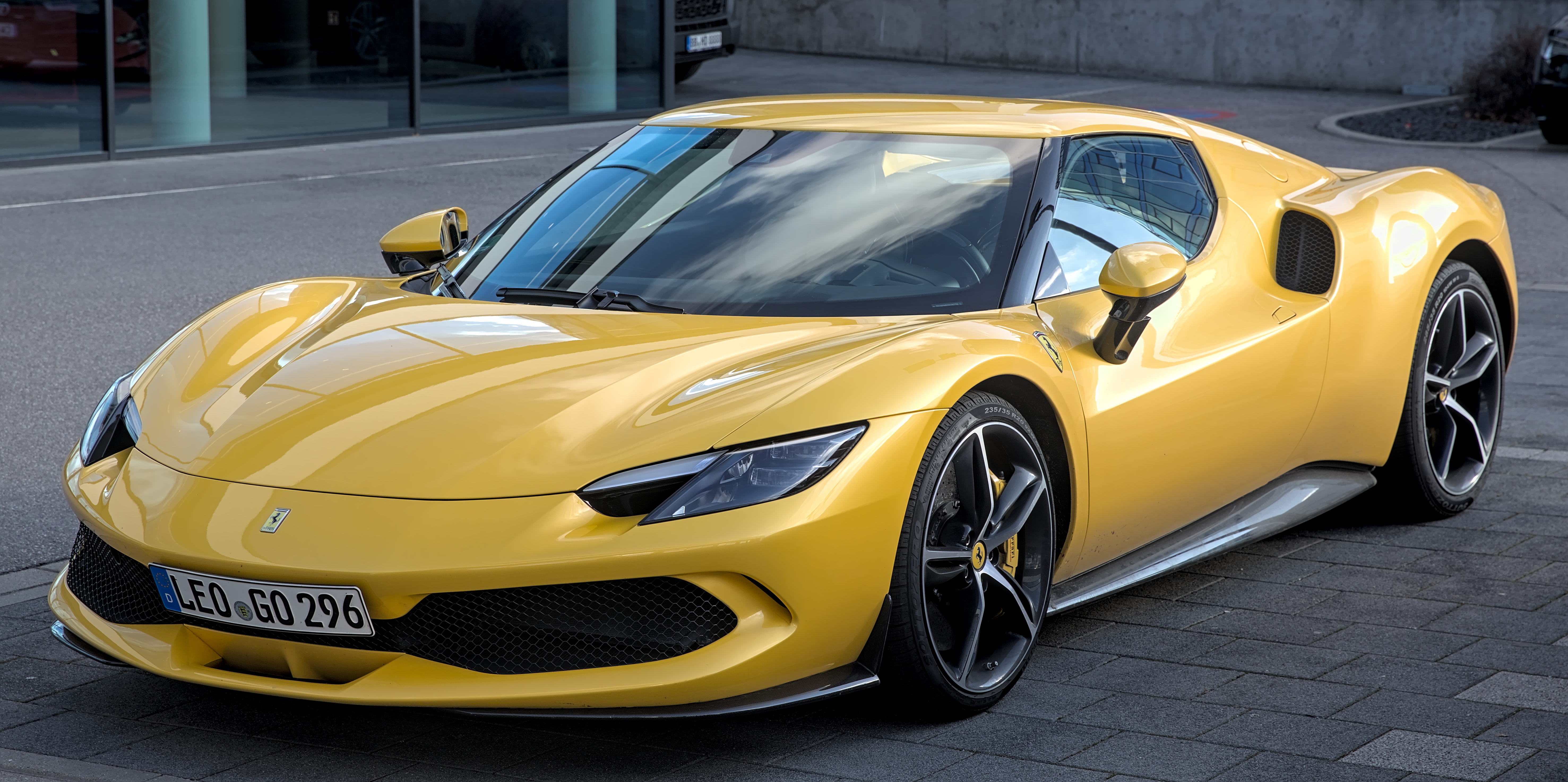
Ferrari 296 GTB (2022)

- Ferrari Dino 246 GT/GTS (1969–1974)
- Ferrari 296 (seit 2022)

Achtzylinder:
- Ferrari Dino 308 GT 4 (1973–1980)
- Ferrari Dino 208 GT 4 (1975–1980)

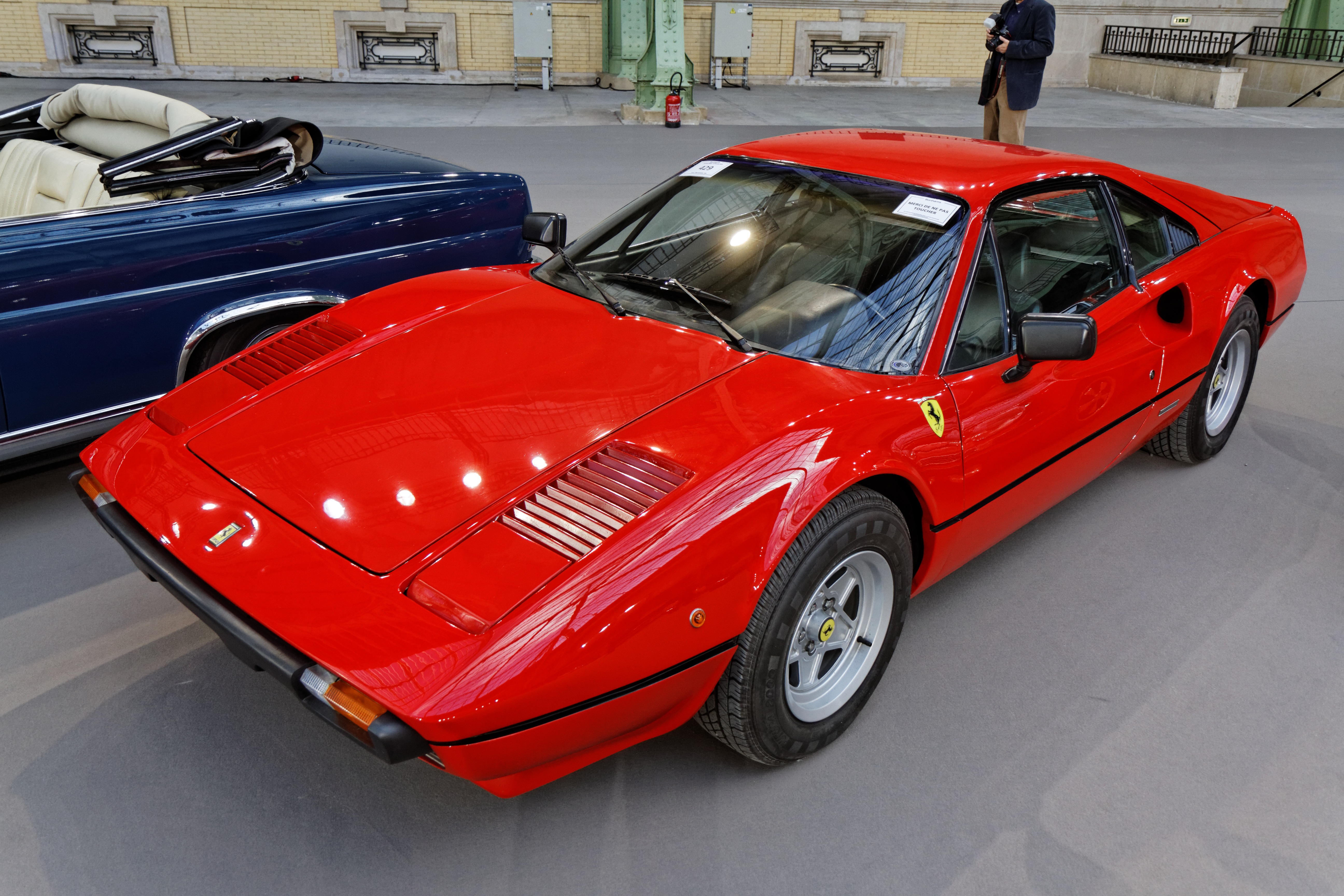
Ferrari 308 GTB (1975)

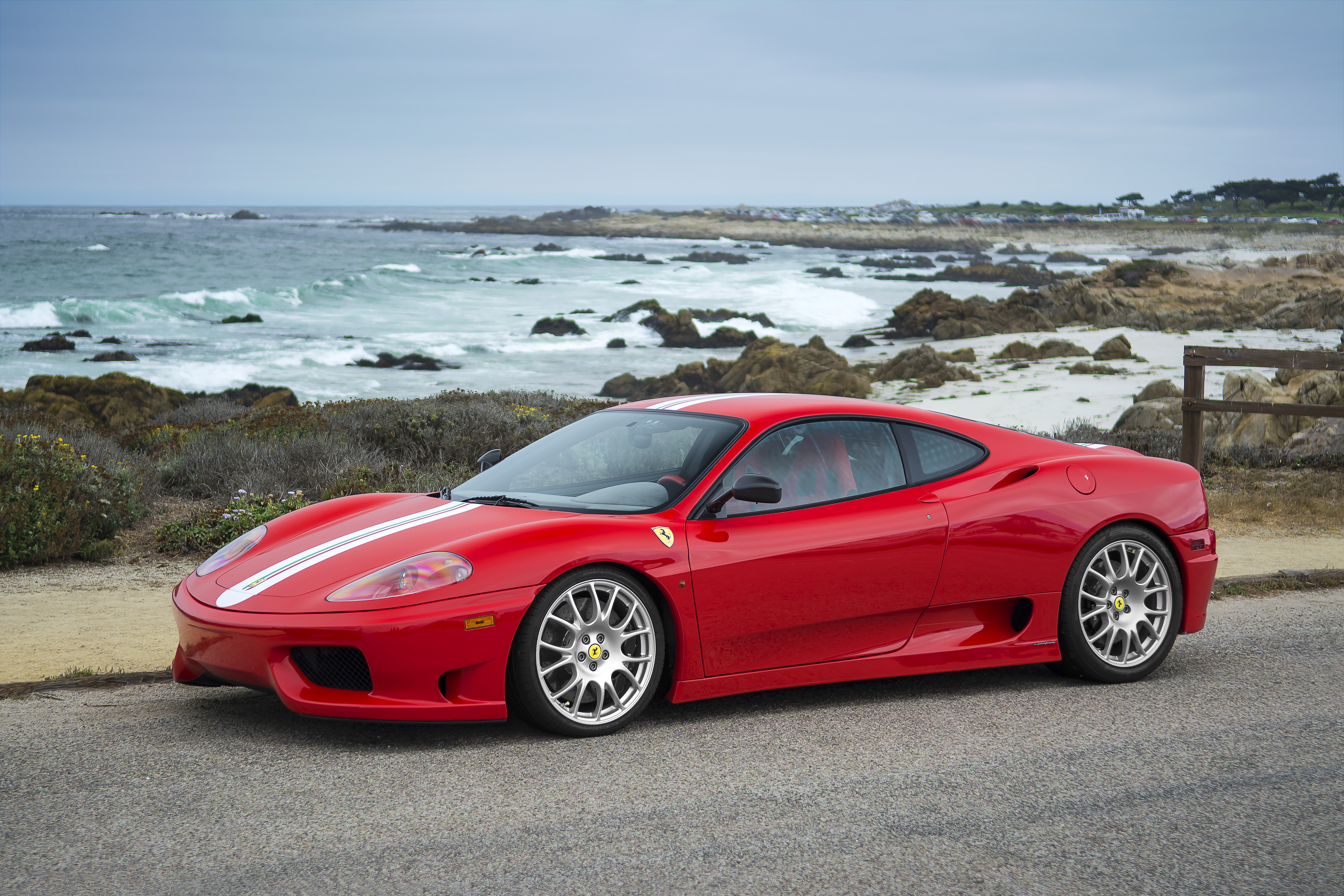
Ferrari F360 Modena (1999)

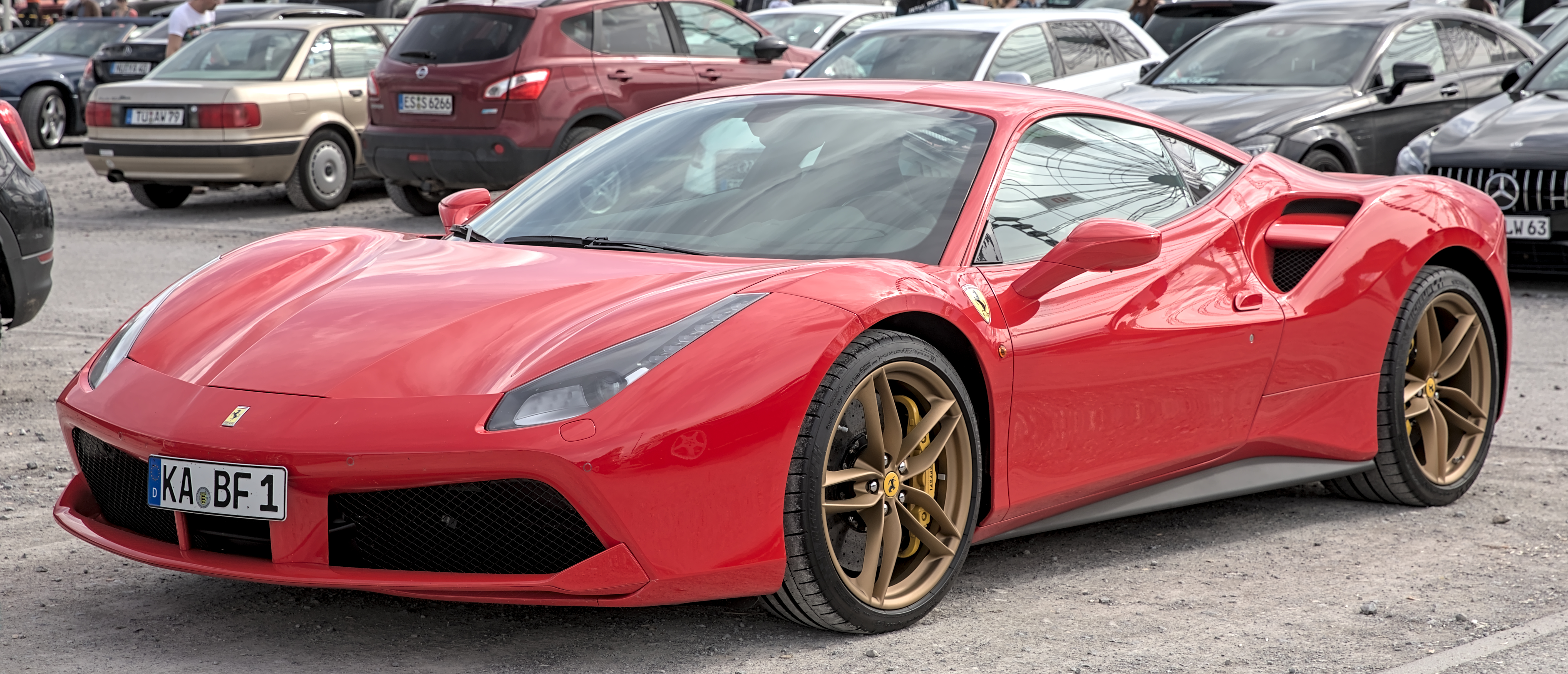
Ferrari 488 GTB (2015)

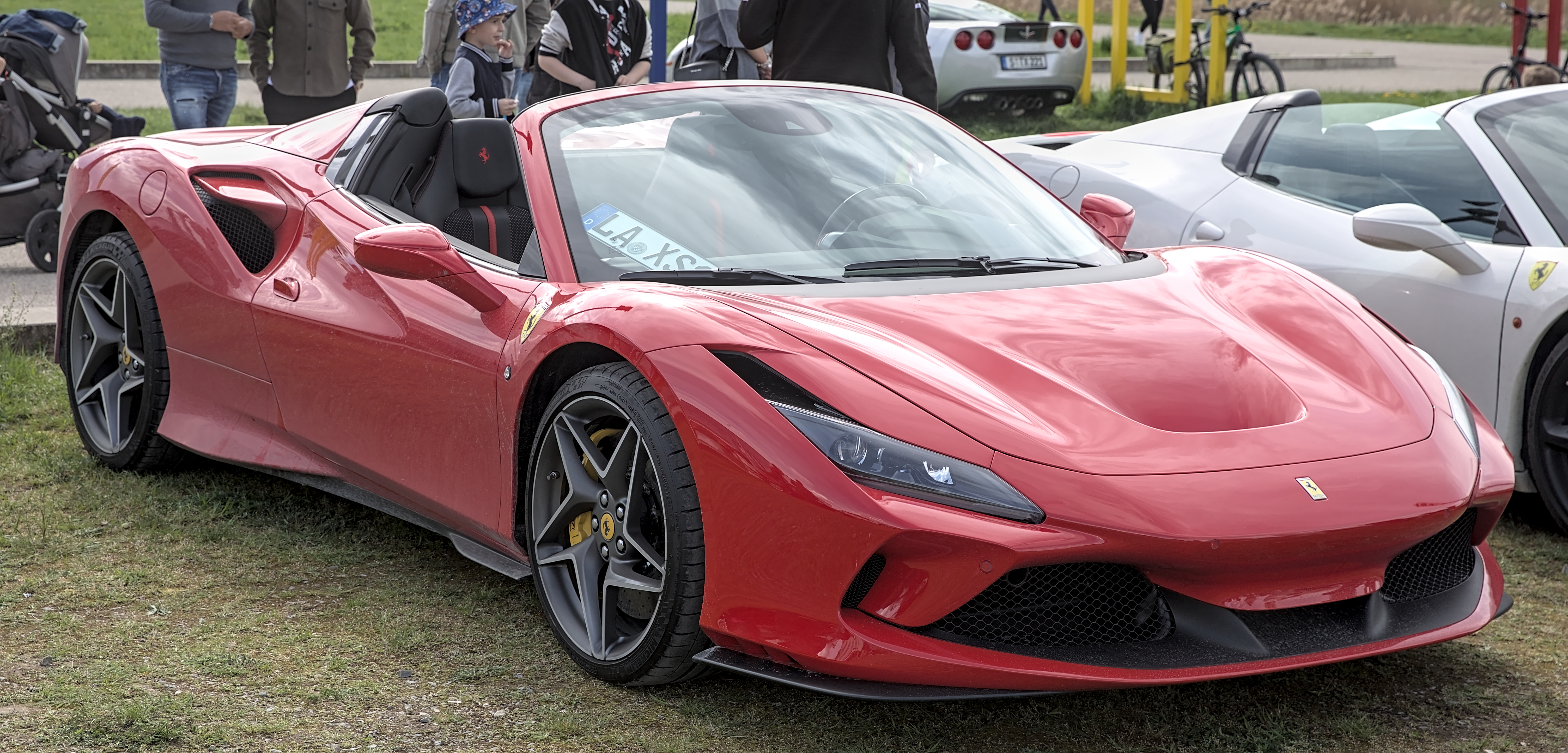
Ferrari F8 Spider (2019)

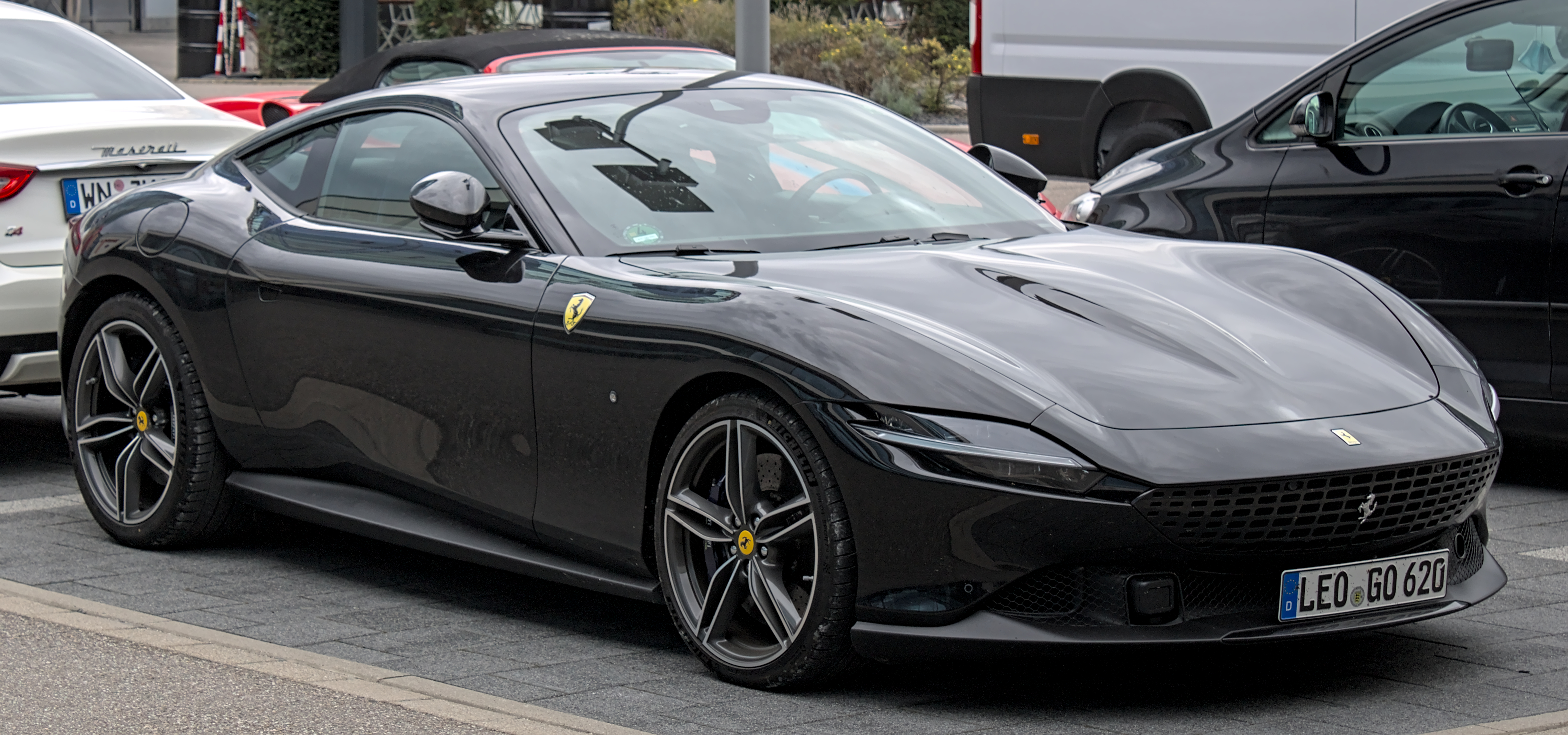
Ferrari Roma (2020)

- Ferrari 308/208 GTB/GTS/GTBi/GTSi/Quatrovalvole bzw. turbo (1975–1985)
- Ferrari 328 GTB/GTS (1985–1989)
- Ferrari 348 tb/ts/GTB/GTS/Spider/Speziale/GT Competizione (1989–1995)
- Ferrari F355 Berlinetta/GTS/Spider/F1 Spider Serie Fiorano (1995–1999)
- Ferrari 360 Modena/Spider (1999–2005)
- Ferrari F430 (2004–2009)
- Ferrari California (2008–2017)
- Ferrari 458 Italia (2009–2016)
- Ferrari 488 GTB (2015–2019)
- Ferrari GTC4Lusso T (2016–2020)
- Ferrari Portofino (2018–2023)
- Ferrari F8 (2019–2023)
- Ferrari Roma (seit 2020)
- Ferrari Amalfi (seit 2025)

als 2+2-Sitzer:
- Ferrari Dino 308 GT 4 (1973–1980)
- Ferrari Mondial 8/QV/Cabriolet (1980–1993)

### Zwölfzylinder
- Ferrari 125 (1947)
- Ferrari 159 (1947)
- Ferrari 166 (1948–1953)
- Ferrari 195 (1950–1951)
- Ferrari 212 (1951–1953)

„Amerikanische“ Linie:
- Ferrari 340 America (1951)
- Ferrari 342 America (1952)
- Ferrari 375 America (1953–1955)

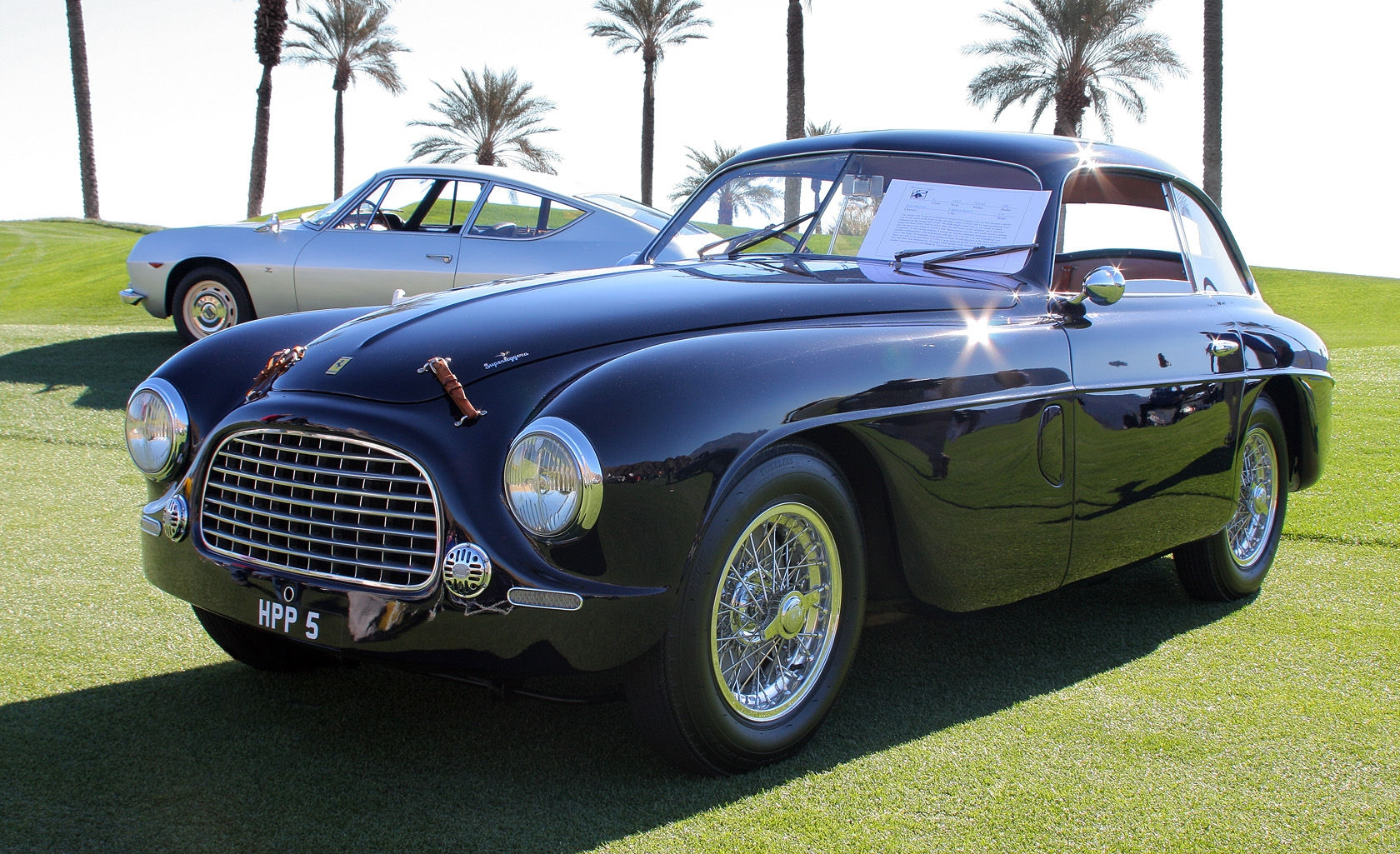
Ferrari 166 Inter Coupé Touring (1949)

- Ferrari 410 Superamerica (1955–1959)
- Ferrari 400 Superamerica (1959–1964)
- Ferrari 500 Superfast (1964–1966)

„Europäische“ Linie:

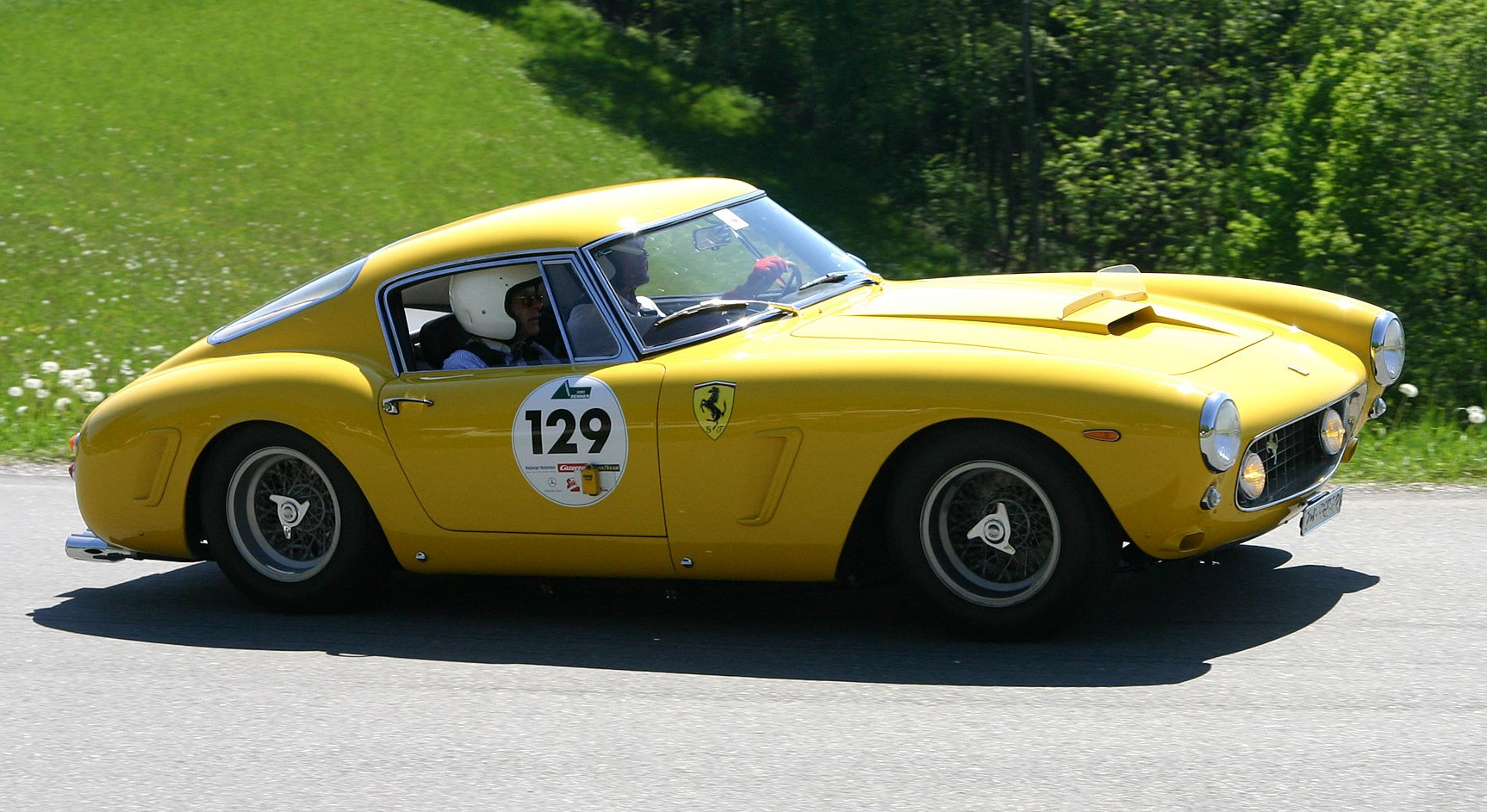
Ferrari 250 GT Berlinetta Comp. (1961)

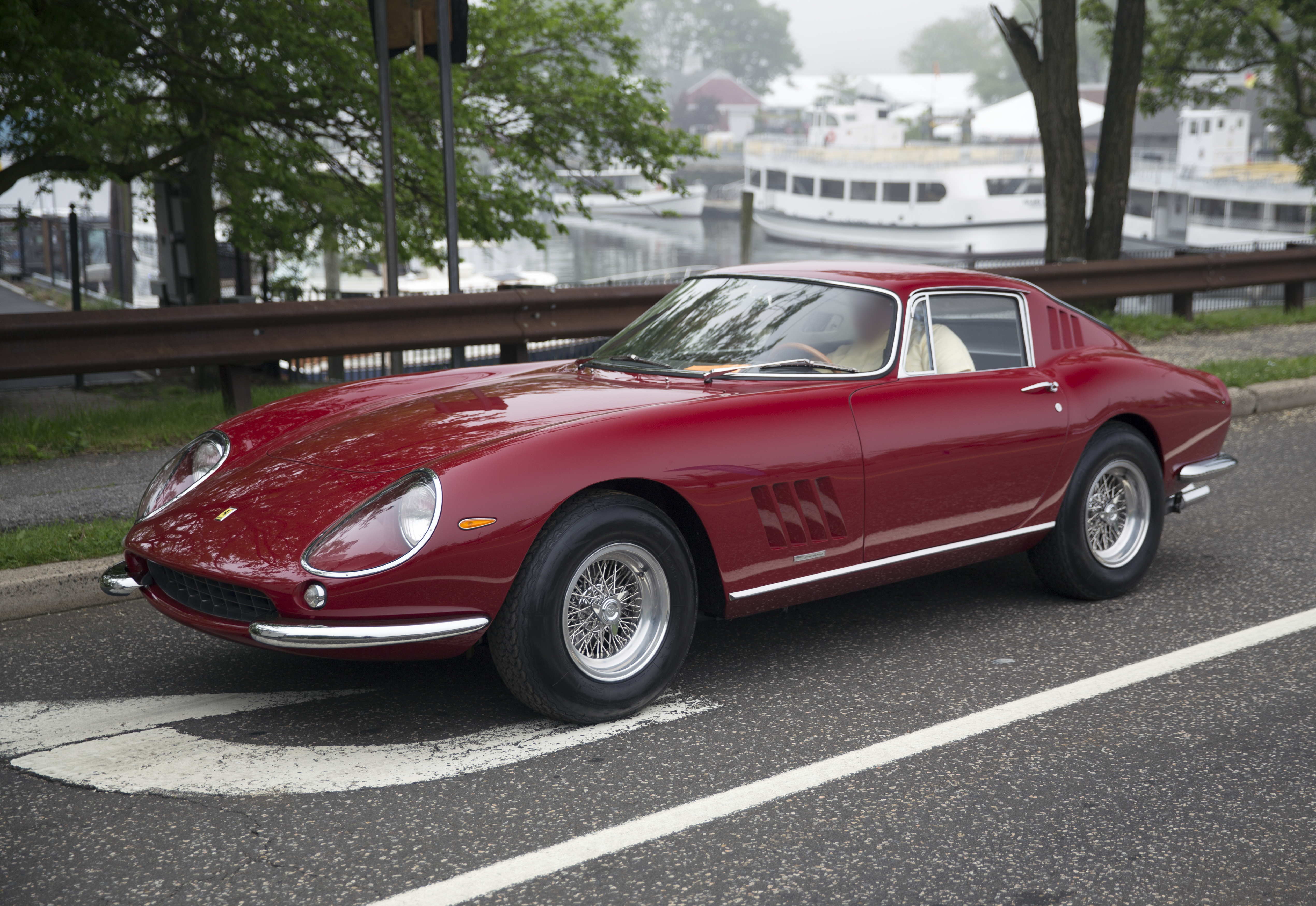
Ferrari 275 (1967)

- Ferrari 250 Europa/Europa GT/GT/GT Coupé/GT Spyder California/GT Lusso (1953–1964)
- Ferrari 275 GTB / GTB/4 (1964–1968)

„gemeinsame“ Linie:
- Ferrari 330 GTC/GTS (1966–1968)

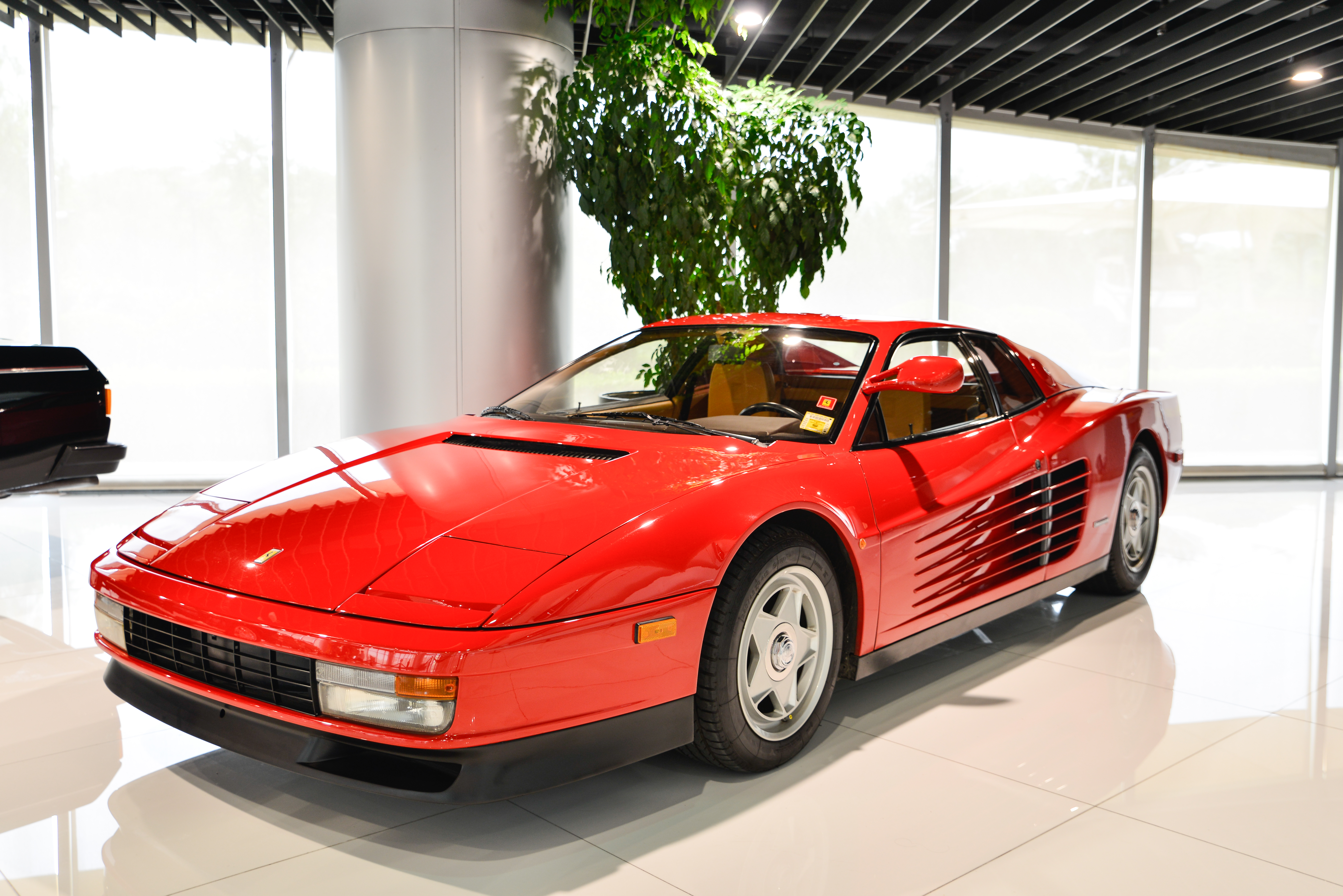
Ferrari Testarossa (1984)

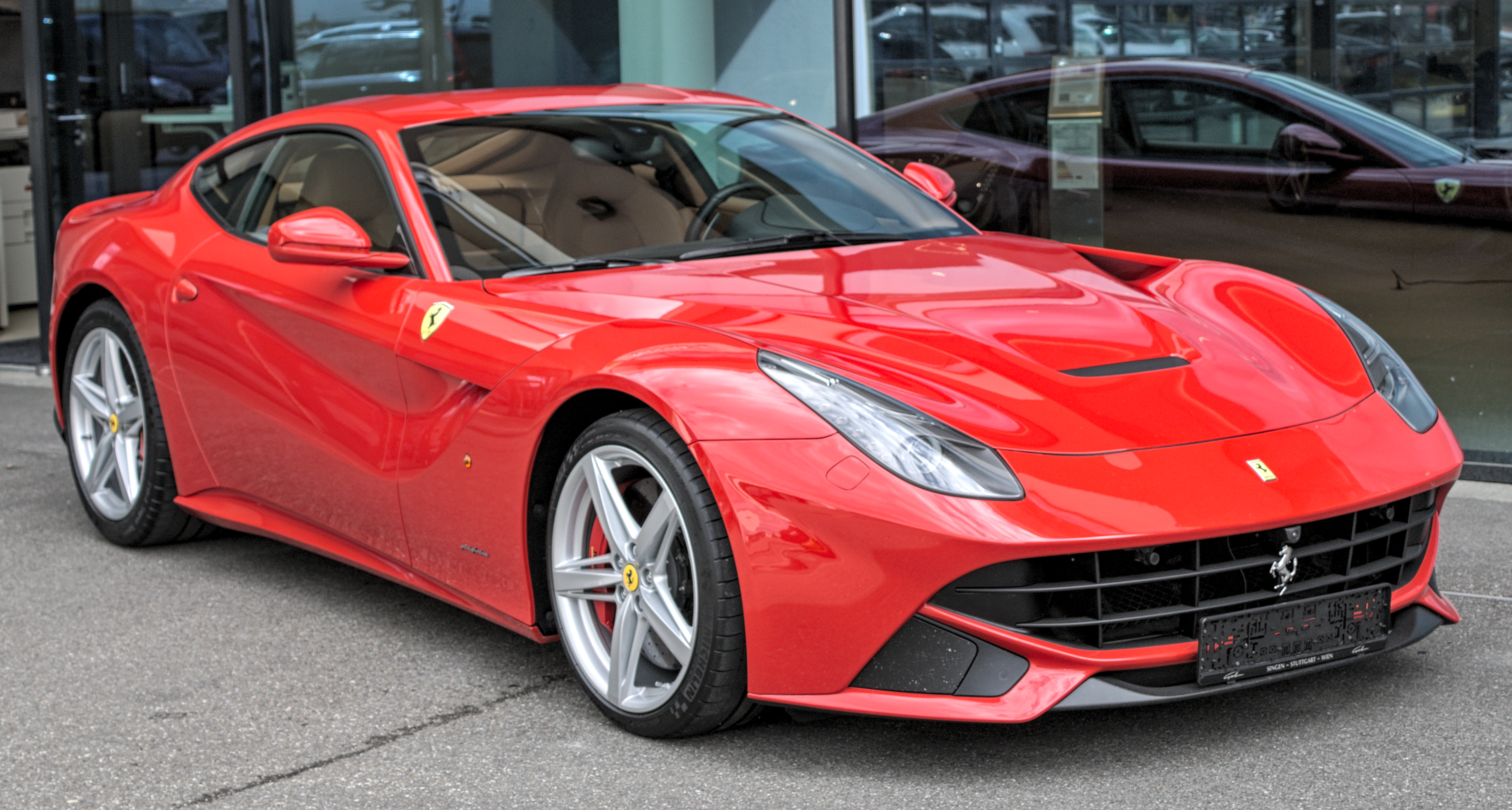
Ferrari F12berlinetta (2013)

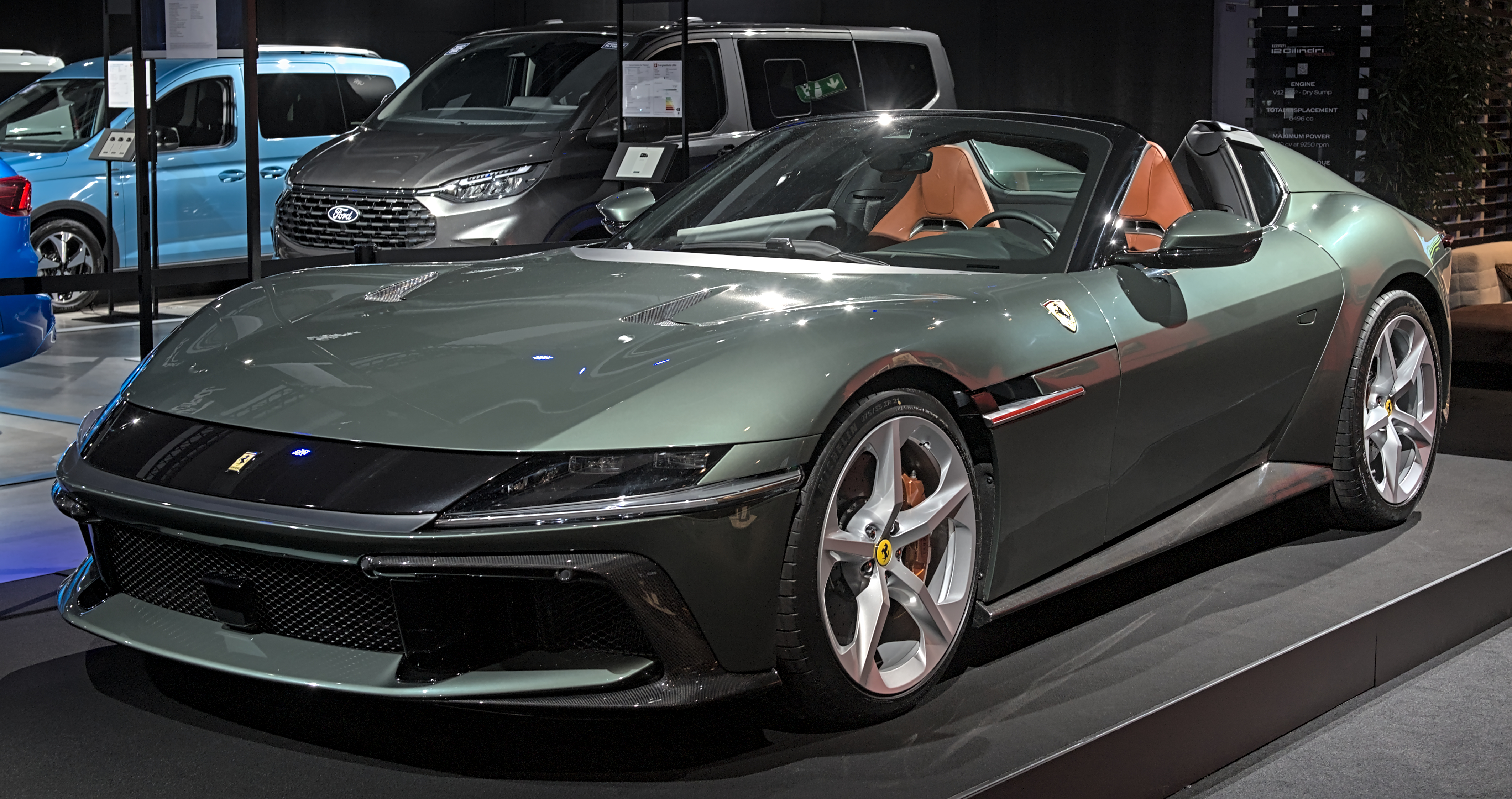
Ferrari 12Cilindri (2024)

- Ferrari 365 California Cabriolet / GTC/GTS / GTB/4 Daytona / GT/4 BB (1968–1976)
- Ferrari 512 BB (1976–1984)
- Ferrari Testarossa/512 TR/F512 M (1984–1996)
- Ferrari 550 Maranello/Barchetta Pininfarina (1996–2001)
- Ferrari 575M Maranello/Superamerica (2002–2006)
- Ferrari 599 GTB Fiorano (2006–2013)
- Ferrari 599 GTO (2010)
- Ferrari F12berlinetta (2012–2017)
- Ferrari 812 (2017–2024)
- Ferrari Monza SP (2018–2022)
- Ferrari Daytona SP3 (seit 2021)
- Ferrari 12Cilindri (seit 2024)

als 2+2-Sitzer:
- Ferrari 250 GTE 2+2 (1960–1963)
- Ferrari 330 America (1963)
- Ferrari 330 GT 2+2 (1964–1967)
- Ferrari 365 GT 2+2 (1967–1971)
- Ferrari 365 GTC/4 (1971–1973)
- Ferrari 365 GT4 2+2 (1972–1976)
- Ferrari 400 GT/i (1976–1985)
- Ferrari 412 (1985–1989)

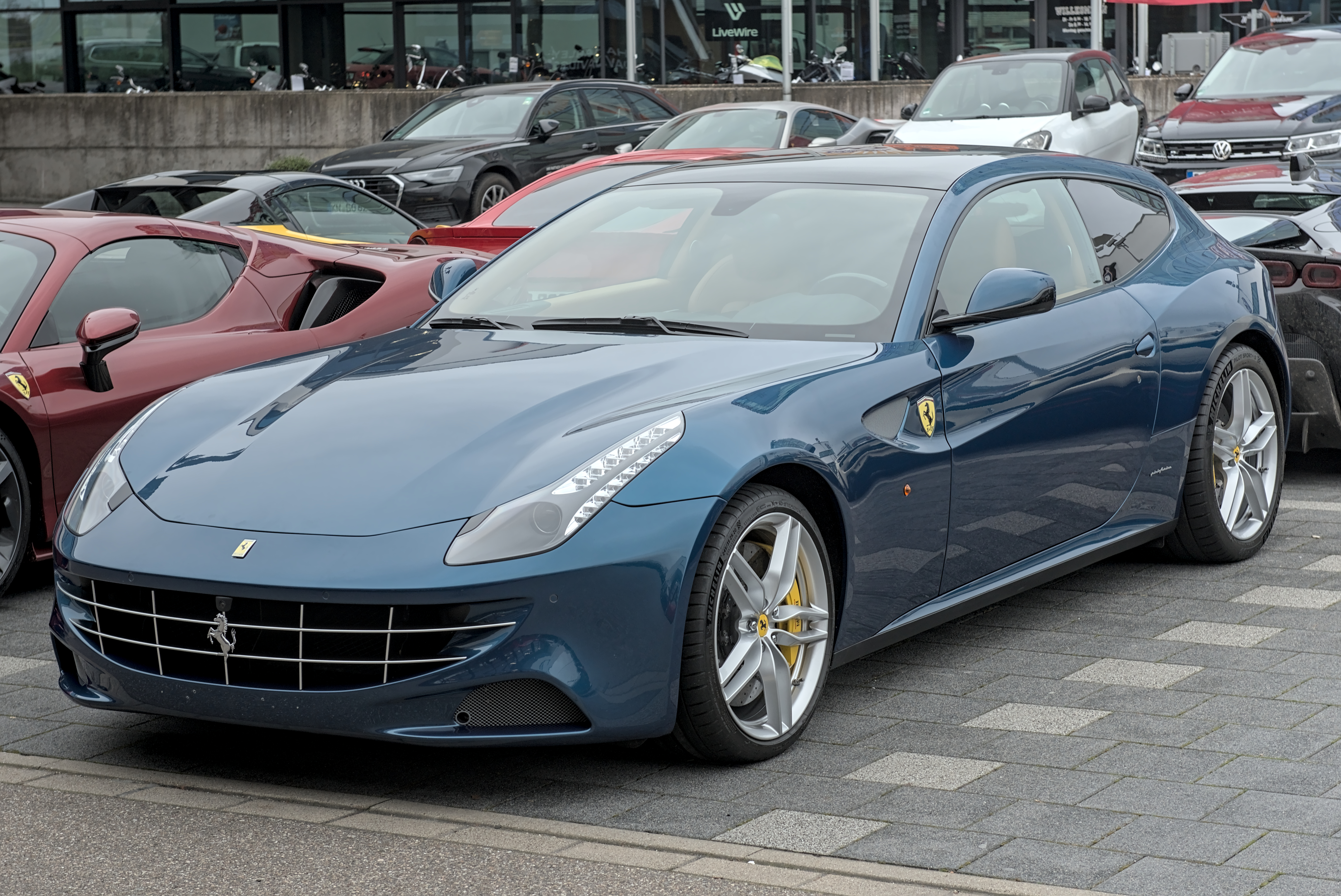
Ferrari FF (2011)

- Ferrari 456 GT/GTA/M GT/M GTA (1993–2004)
- Ferrari 612 Scaglietti (2004–2010)

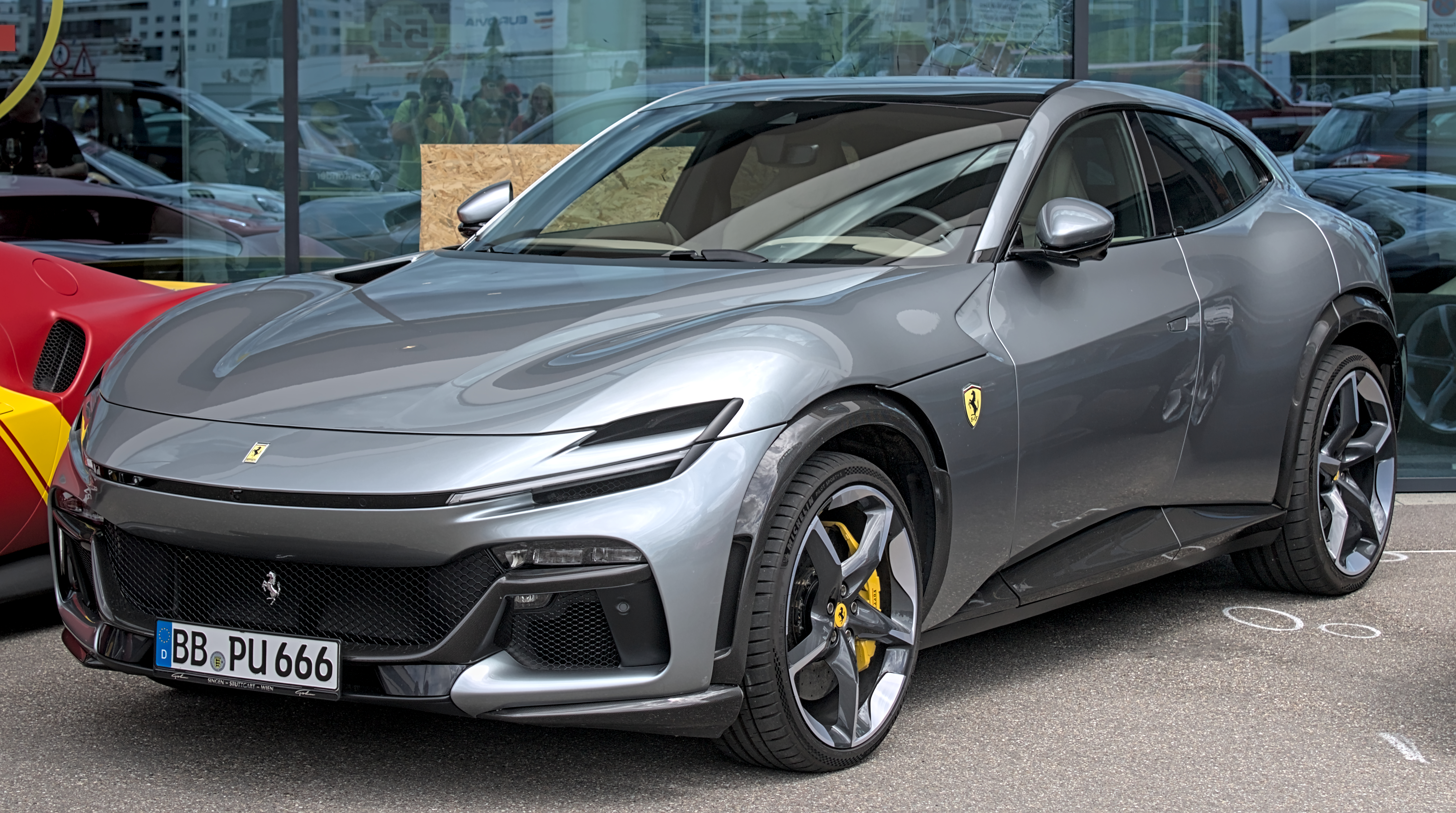
Ferrari Purosangue (2023)

- Ferrari FF (2011–2016)
- Ferrari GTC4Lusso (2016–2020)

SUV:
- Ferrari Purosangue (seit 2022)

### Supersportwagen

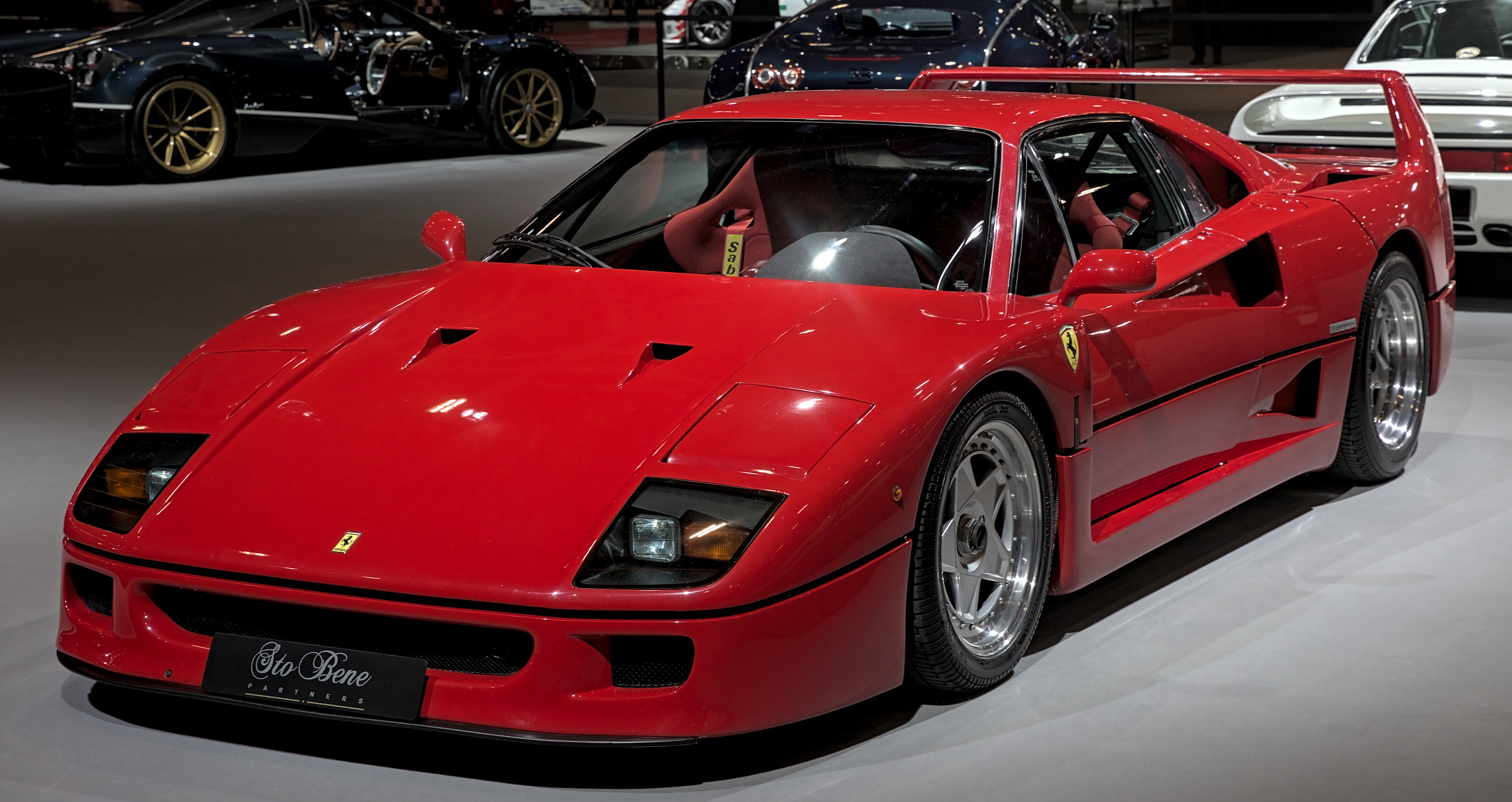
Ferrari F40 (1987)

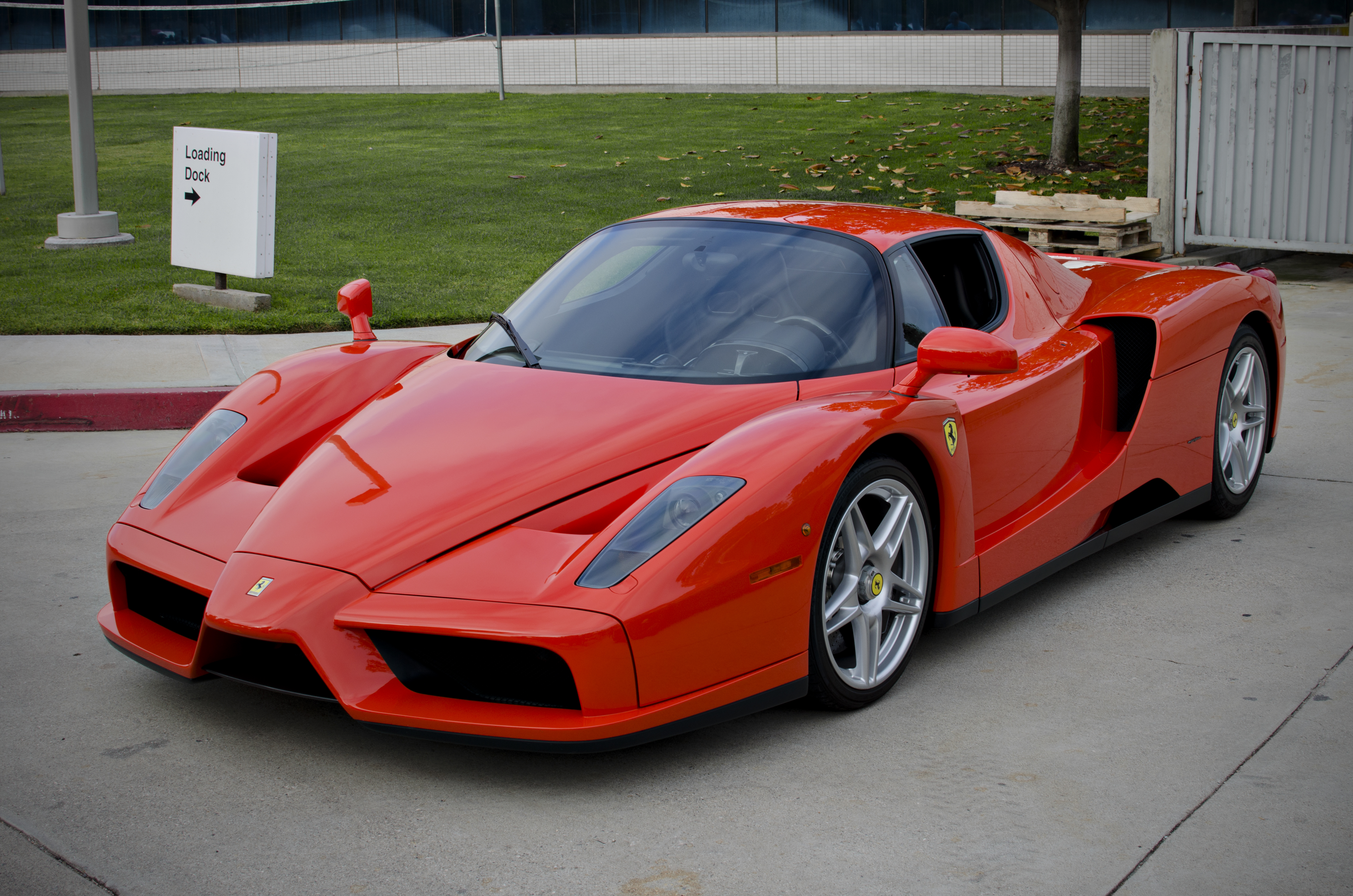
Ferrari Enzo Ferrari (2004)

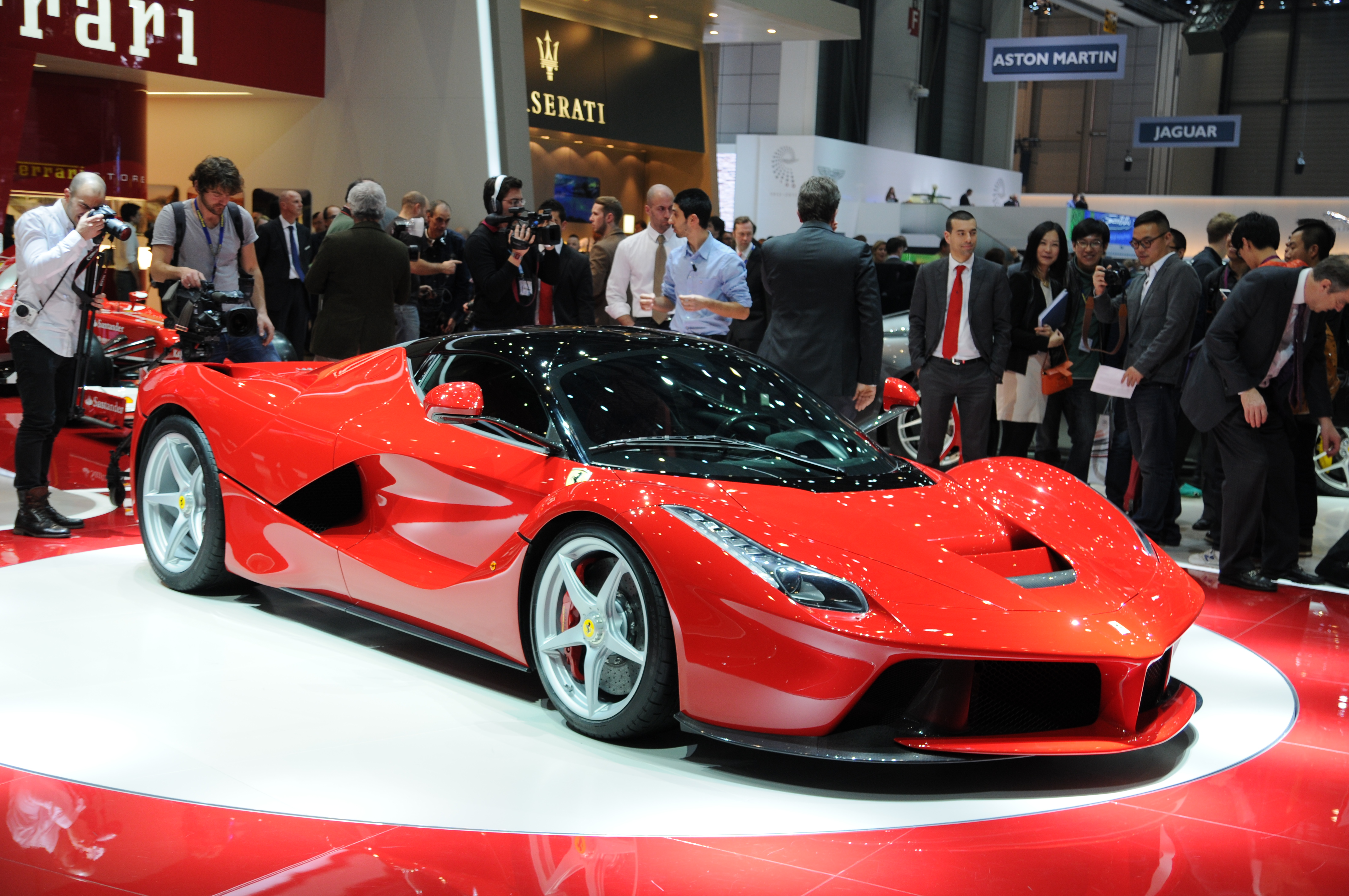
Ferrari LaFerrari (2013)

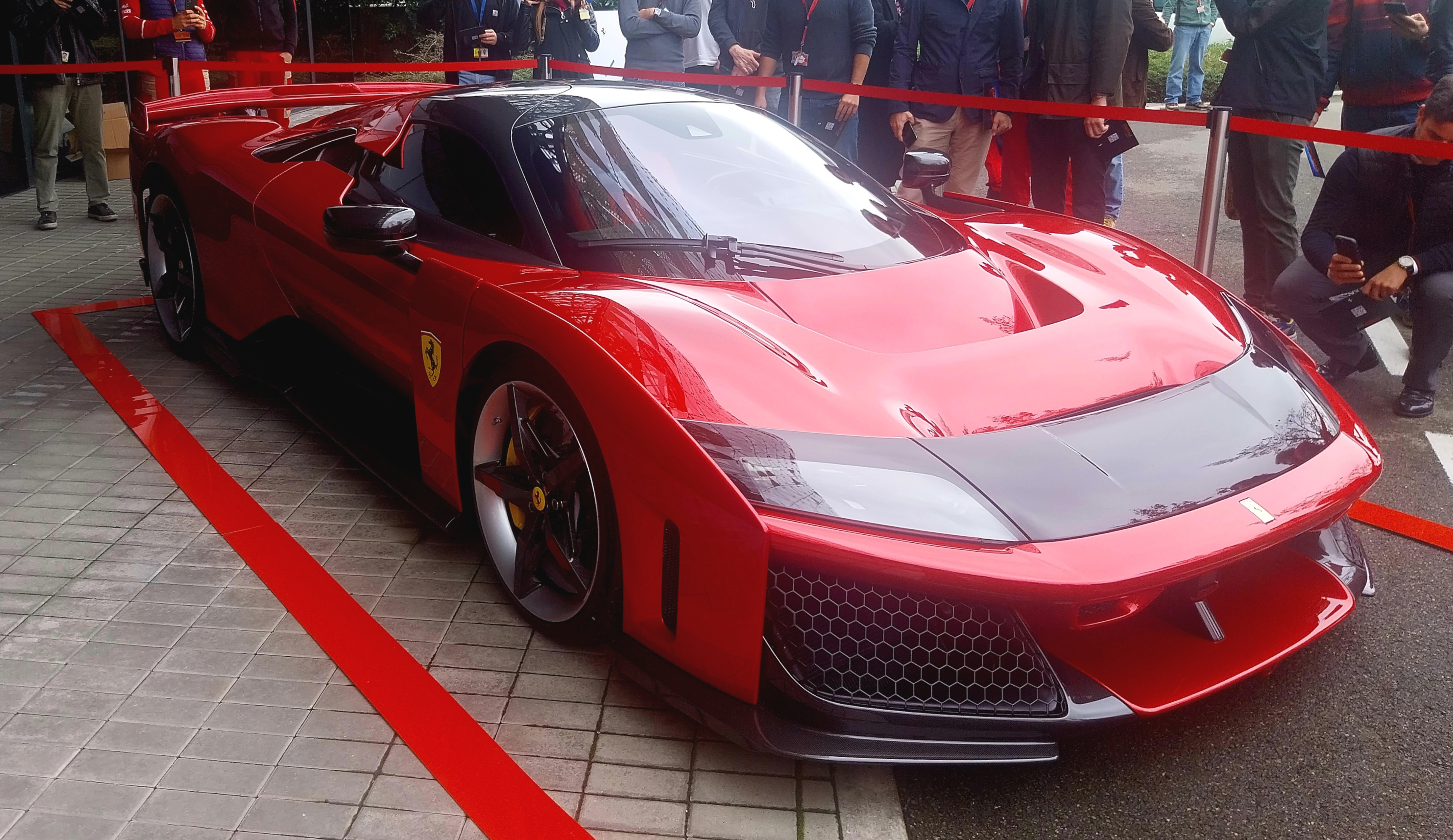
Ferrari F80 (ab 2025)

- Ferrari 288 GTO (1984–1986)
- Ferrari F40 (1987–1992)
- Ferrari F50 (1995–1997)
- Ferrari Enzo Ferrari (2002–2004)
- Ferrari FXX (2005–2006)
- Ferrari LaFerrari (2013–2018)
- Ferrari SF90 (seit 2020)
- Ferrari F80 (ab 2025)

### Rennsportwagen
- AAC 815 (1940)
- Dino 166P/206P (1966)
- Dino 196S (1959)
- Dino 196SP (1962)
- Dino 206S (1958)
- Dino 206S/246P (1966/67)
- Dino 246S (1960)
- Dino 246SP (1961)
- Dino 268SP (1962)
- Dino 286SP (1962)
- Dino 296S (1958)
- Ferrari 225S (1952)
- Ferrari 248SP (1962)
- Ferrari 250S (1952)
- Ferrari 250MM (1952/53)
- Ferrari 250 Monza (1954)

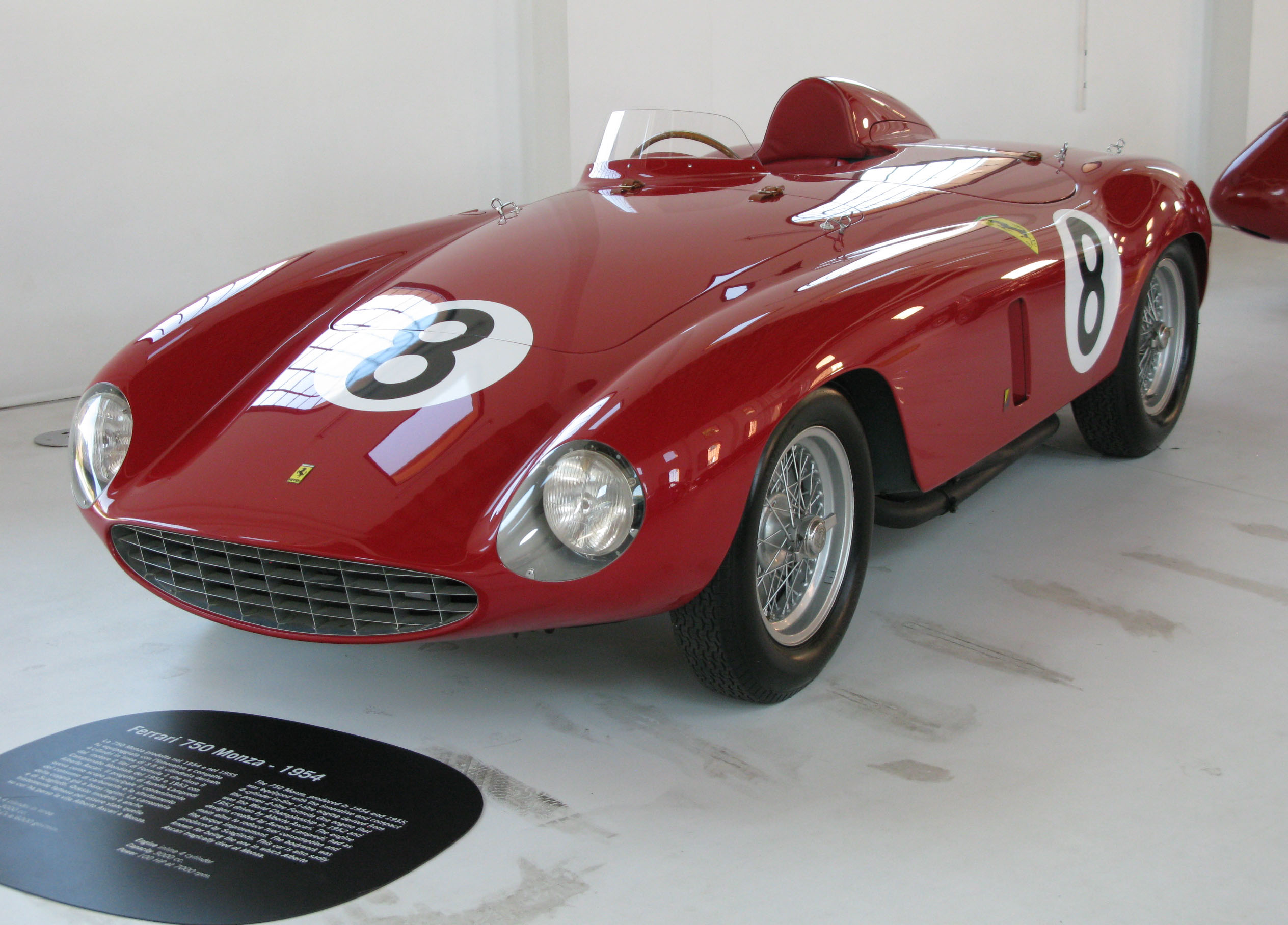
Ferrari 750 Monza Scaglietti Spider (1954)

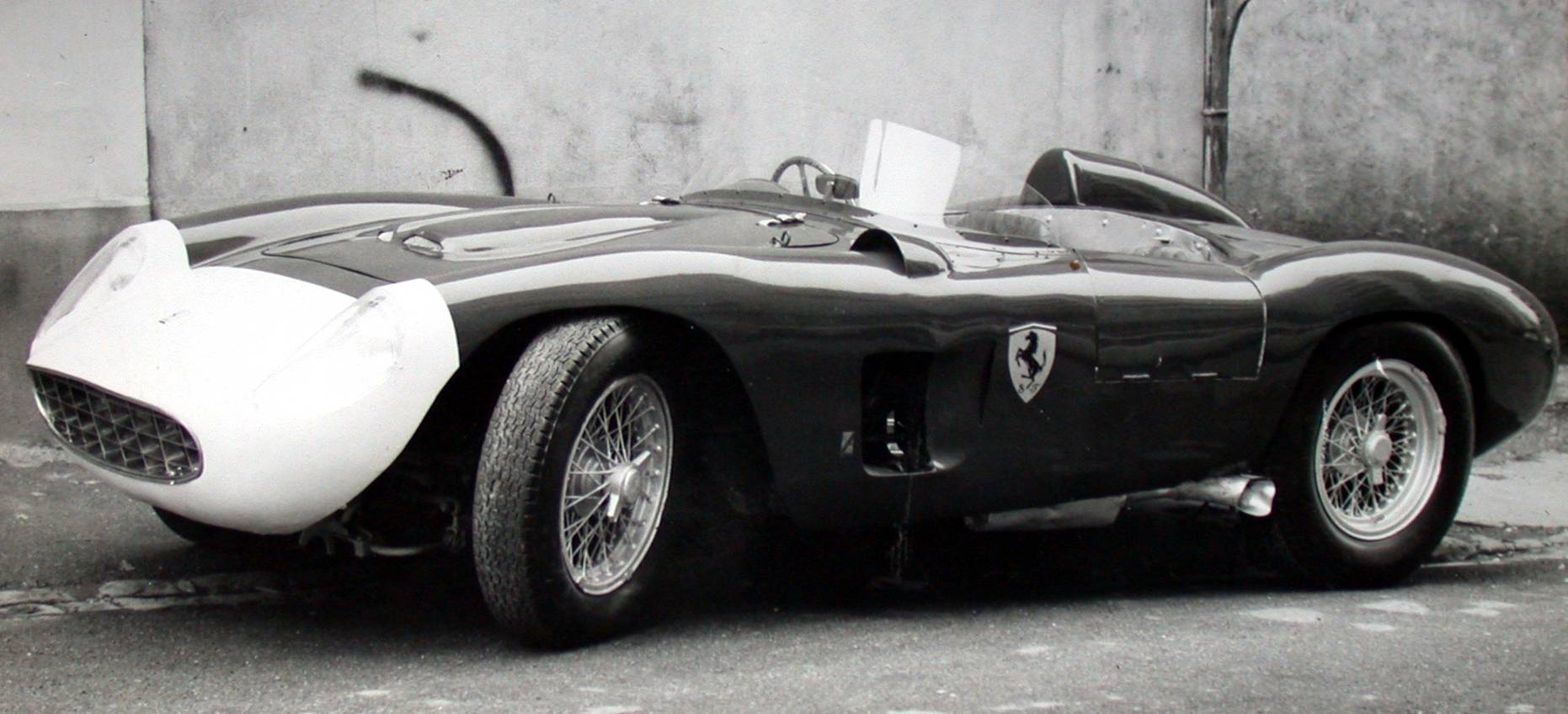
Ferrari 500 Testa Rossa (1956)

- Ferrari 250 Testa Rossa (1957–1962)
- Ferrari 250P (1963)
- Ferrari 250LM (1963–1966)
- Ferrari 250S/MM/LM (1952/53–1963/66)
- Ferrari 250 GTO (1961–1964)
- Ferrari 275S (1950)
- Ferrari 275P (1964)
- Ferrari 290MM (1956/57)
- Ferrari 290S (1957)
- Ferrari FXX K (2015)
- Ferrari 306S (1955)
- Ferrari 312S (1958)
- Ferrari 312P (1969–1970)
- Ferrari 312PB
- Ferrari 315S (1957)
- Ferrari 300TR/LM (1962)
- Ferrari 330 LMB (1963)
- Ferrari 330P (1964–1967)
- Ferrari 333SP
- Ferrari 335S (1957)
- Ferrari 340 Mexico (1953)
- Ferrari 340MM (1953)
- Ferrari 365P (1965/66)
- Ferrari 375MM/375 Plus (1954)
- Ferrari 376S (1955)
- Ferrari 410 (1955/56)
- Ferrari 446S (1955)
- Ferrari 500 TR (1956)
- Ferrari 512S (1970/71)
- Ferrari 625 (1953/1956)
- Ferrari 735S (1953)
- Ferrari 750 Monza (1954/55)
- Ferrari 860 Monza (1955/56)

### Einzelanfertigungen, Prototypen und Designstudien
- 250 GT Zagato 3Z
- 250P5 (1968)
- 360 Barchetta (2000)
- 365 GTC 4 Spyder (1971)
- Ferrari 408 4RM (1987)
- 512 BB
- F50 GT
- F100 (1998)
- FX (1996)
- GG50 (2005)
- 512 S Modulo (1970)
- Mythos (1989)
- Pinin (1980)
- PPG Pace Car (1987)
- Rossa (2000)
- SP1 (2008)
- SP12 Eric Clapton (2012)
- Superfast I–IV (1956–1962)
- Testa D’Oro Colani (1991)
- FXX K (2015–2016)
- SP38 (2018)
- P80/C (2019)
- Omologata (2020)
- BR20 (2021)
- SP48 Unica (2022)
- SP51 (2022)
- KC23 (2023)
- SP-8 (2023)

### Grand-Prix- und Formel-1-Wagen

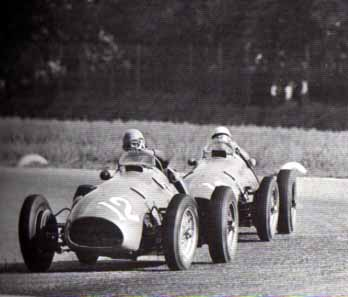
Alberto Ascari und Luigi Villoresi auf Ferrari 500, beim Großen Preis von Italien 1952

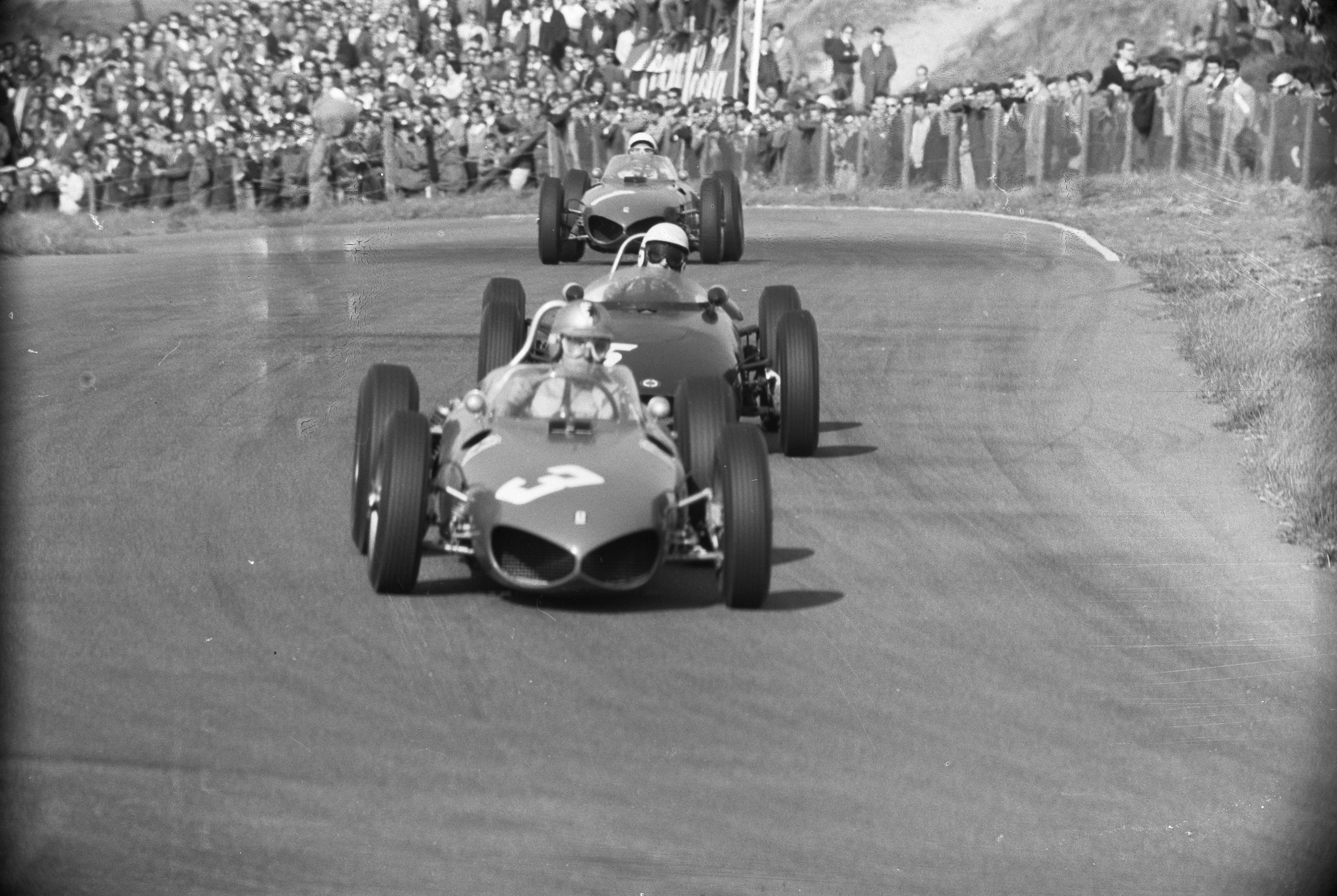
Ferrari 156 (1961)

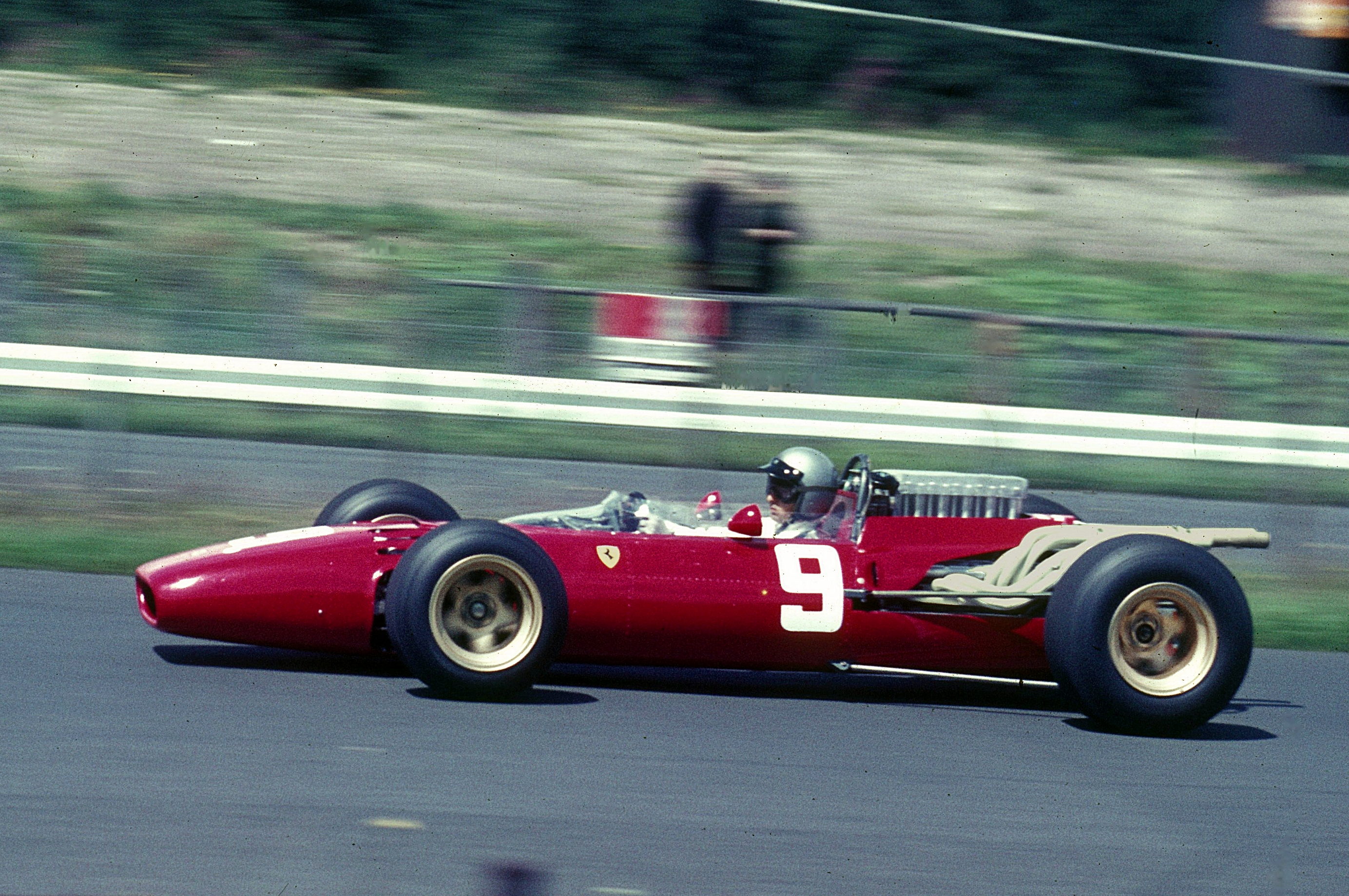
Ferrari 312F1 (1966)

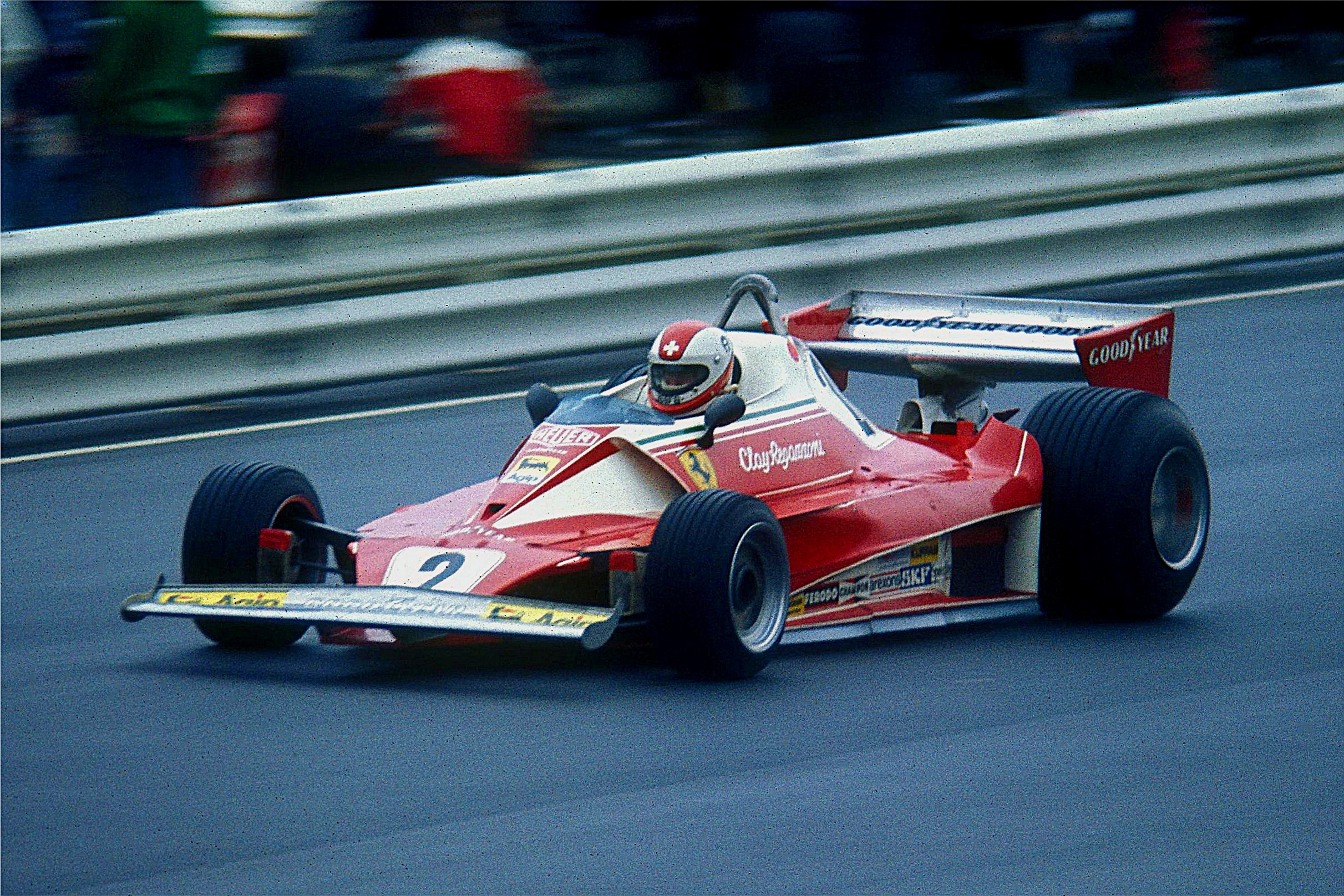
Ferrari 312T (1976)

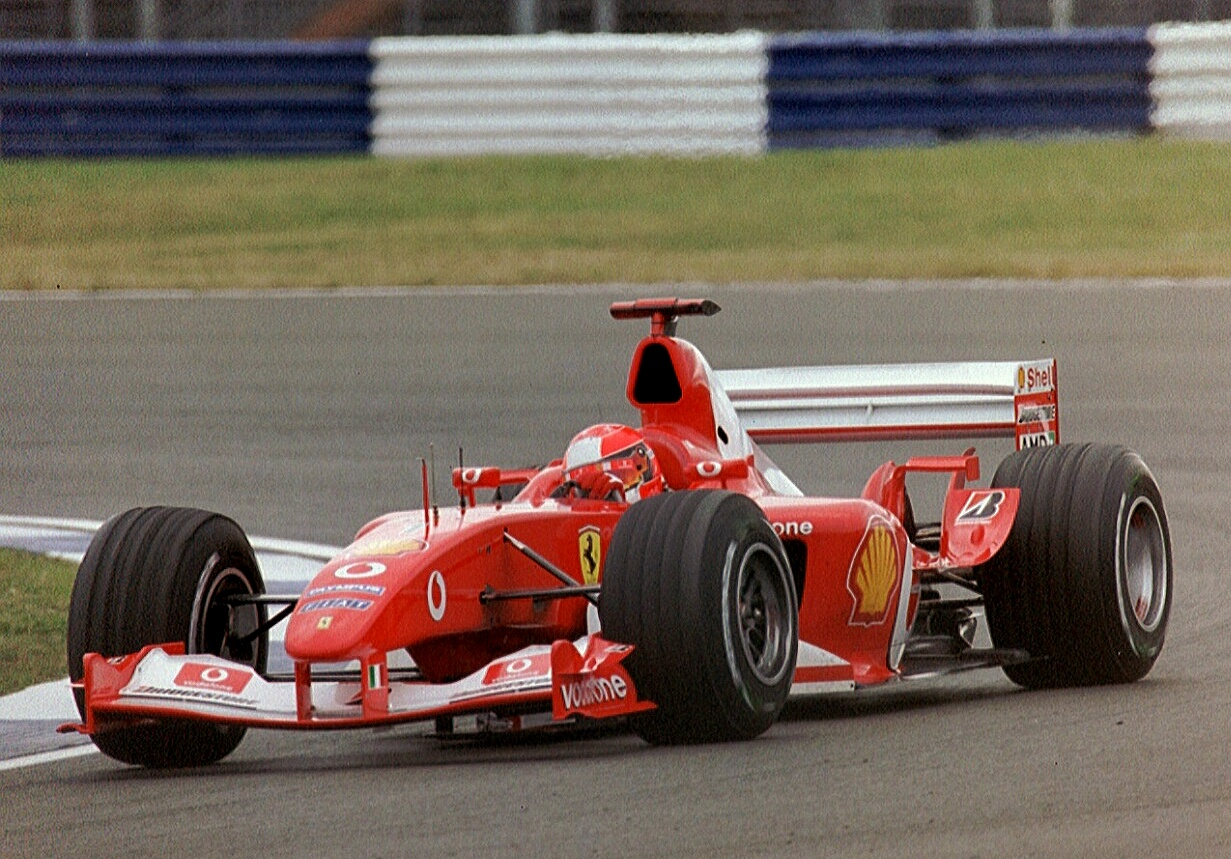
Ferrari F2003-GA (2003)

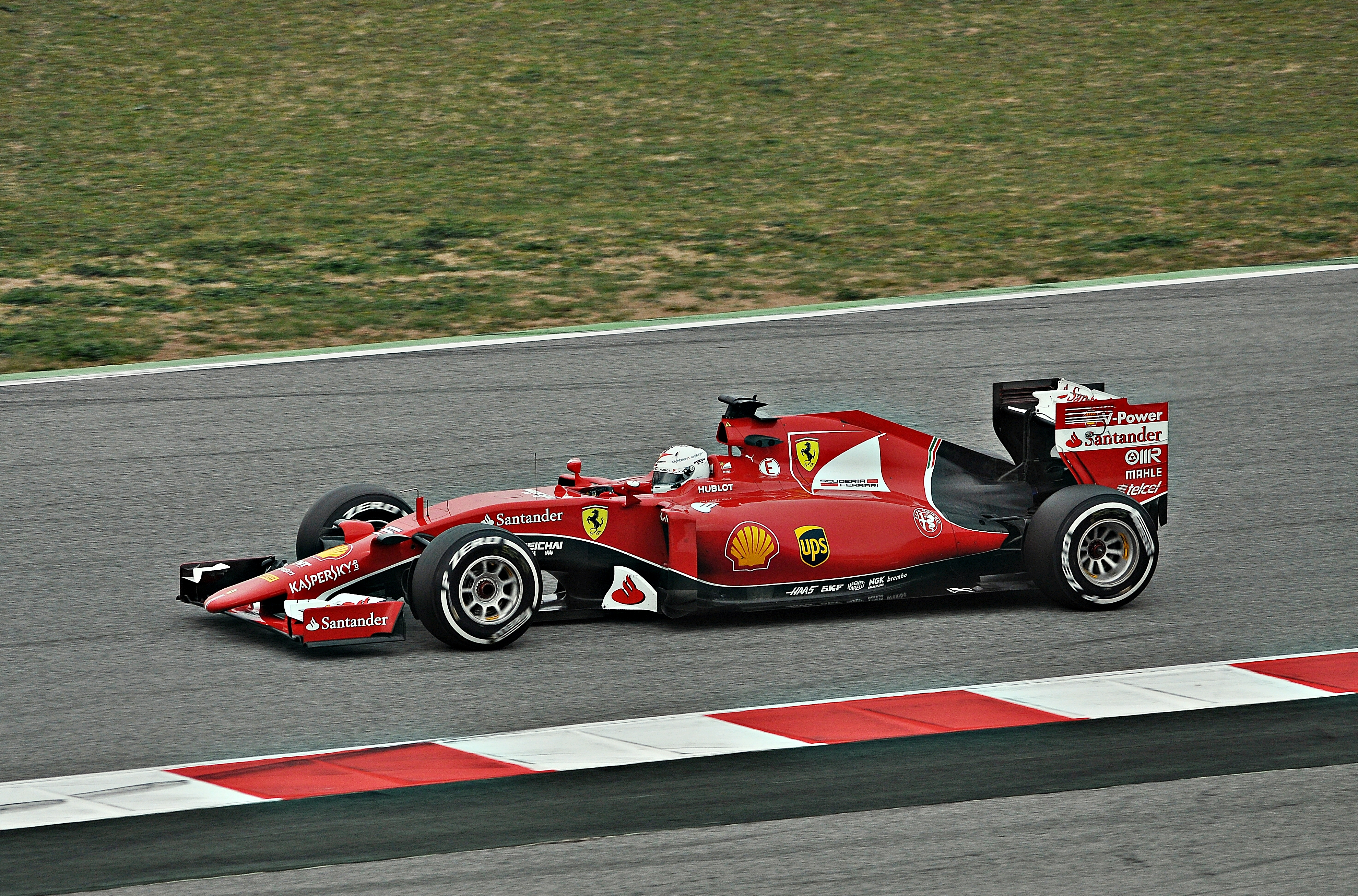
Ferrari SF15-T (2015)

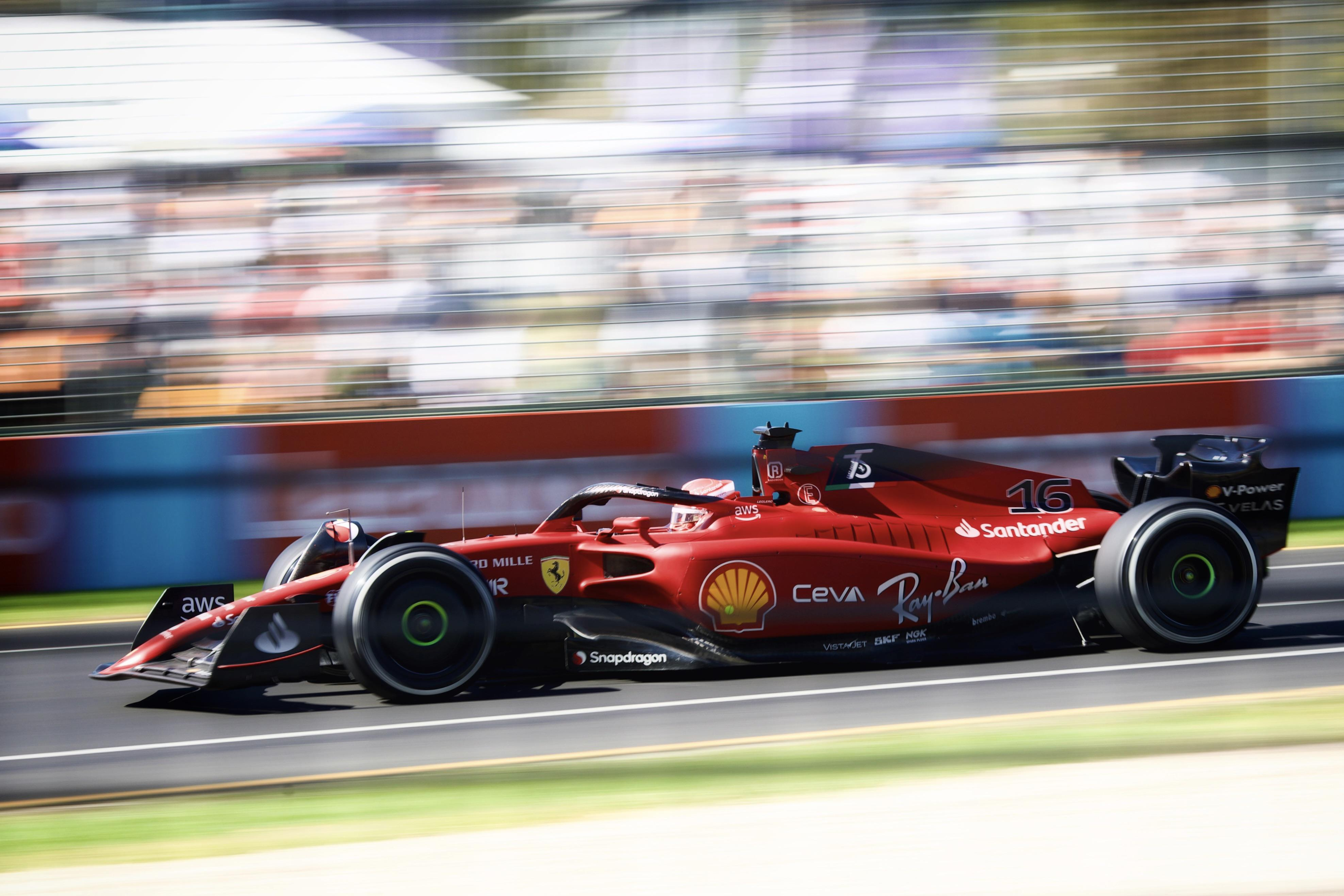
Ferrari F1-75 (2022)

- 125GP (1948/49)
- 125F1 (1949/50)
- 275F1 (1950)
- 375F1 (1950/51)
- 212F1 (1951)
- 500 (1952/53)
- 625F1 (1954/55)
- 553 Squalo (1953/54)
- 555 Supersqualo (1955)
- D50 (1956)
- 801 (1957)
- Dino 246F1 (1957)
- 156 (1961–1964)
- 158 (1964/65)
- 1512 (1964/65)
- 312F1 (1966–1969)
- 246 Tasman (1966)
- 312B/B2/B3 (1970–1974)
- 312T (1975–1976)
- 312T2 (1976–1978)
- 312T3 (1978–1979)
- 312T4 (1979)
- 312T5 (1980)
- 312T6
- 126CK (1981)
- 126C2/126C2B (1982–1983)
- 126C3 (1983)
- 126C4 (1984)
- 156/85 (1985)
- Ferrari F1/86 (1986)
- Ferrari F1/87 (1987)
- Ferrari F1-87/88C (1988)
- 640 (1989)
- 641 (1990)
- 642 (1991)
- 643 (1991)
- F92A/F92AT (1992)
- F93A (1993)
- 412T1/T1B (1994)
- 412T2 (1995)
- F310/F310B (1996–1997)
- F300 (1998)
- F399 (1999)
- F1-2000 (2000)
- F2001/F2001B (2001–2002)
- F2002 (2002–2003)
- F2003-GA (2003)
- F2004/F2004M (2004–2005)
- F2005 (2005)
- 248 F1 (2006)
- F2007 (2007)
- F2008 (2008)
- F60 (2009)
- F10 (2010)
- 150º Italia (2011)
- F2012 (2012)
- F138 (2013)
- F14 T (2014)
- SF15-T (2015)
- SF16-H (2016)
- SF70H (2017)
- SF71H (2018)
- SF90 (2019)
- SF1000 (2020)
- SF21 (2021)
- F1-75 (2022)
- SF-23 (2023)
- SF-24 (2024)
- SF-25 (2025)

### Formel-2-Wagen

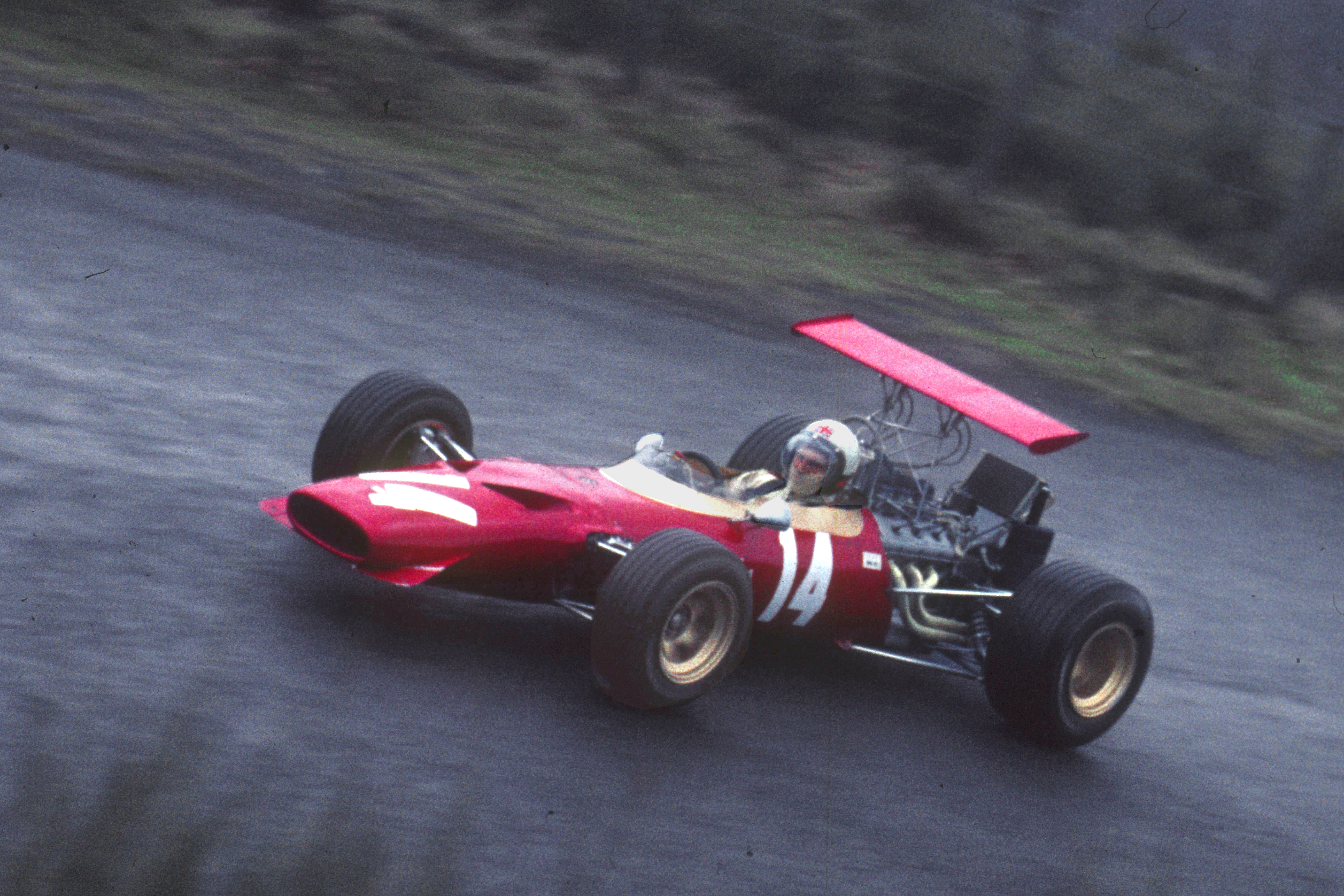
Ferrari Dino 166F2

- 166F2 (1948–1950)
- Ferrari 500 (1952/53)
- Ferrari 553 Squalo (1953)
- Ferrari Dino 156F2 (1957–1960)
- Ferrari Dino 166 F2 (1967–1970)

### Andere Monopostos
- 166FL (1949/50)
- Ferrari 125F1 Special (1951–1954)
- Ferrari 375 Indianapolis (1952–1954)
- Ferrari 625/750 (1954–1960)
- Ferrari 625 Tasman (1957–1960)
- Ferrari 555/860 (1956/57)
- Ferrari 296MI (1958)
- Ferrari 412 MI (1958)
- Dino 246F1/250TR (1960–1962)
- Dino 246 Tasman (1969/70)

## Absatz und Gewinnanteil nach 2008

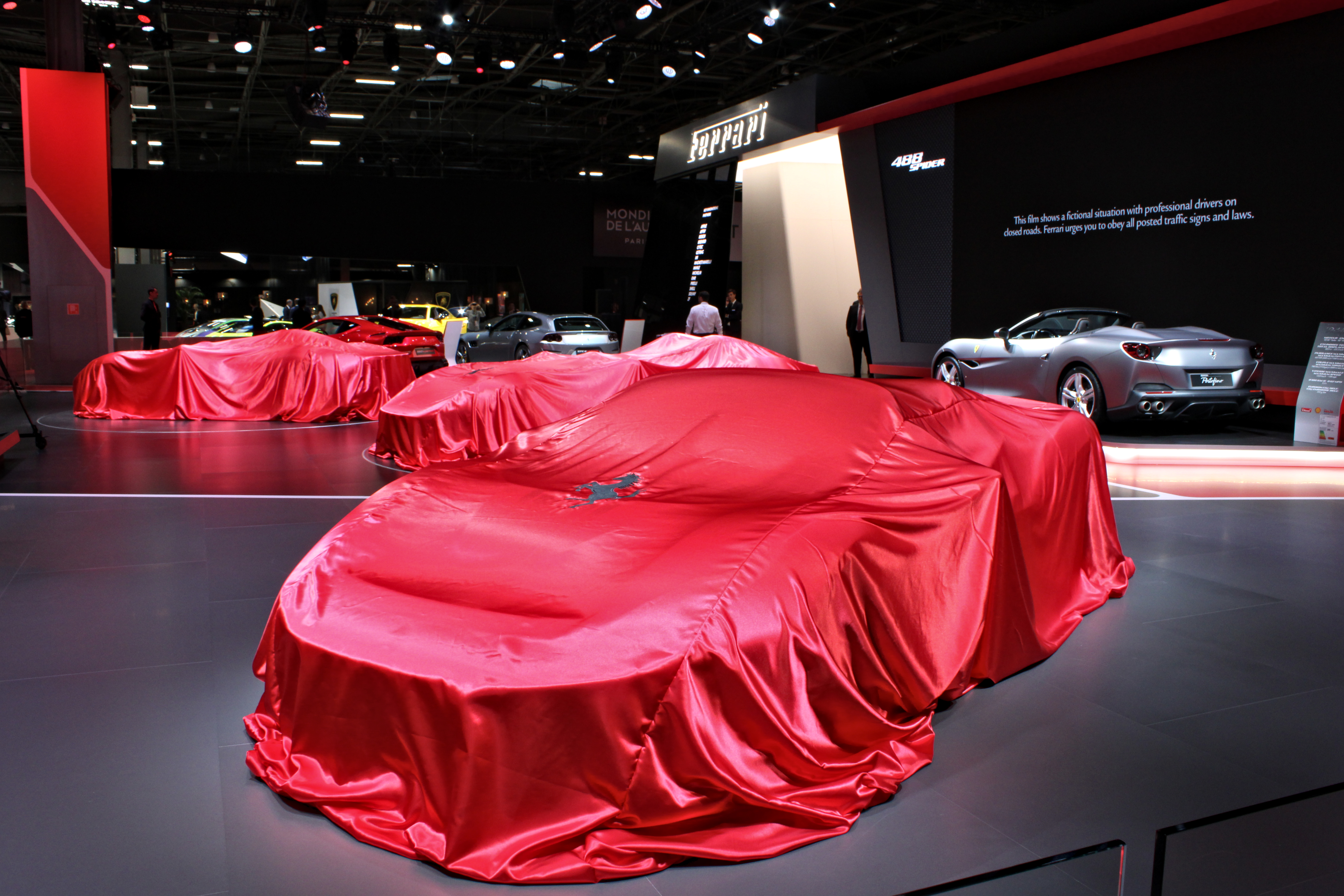
Ferrari-Präsentation auf dem Pariser Autosalon 2018

Die Jahresproduktion belief sich im Jahr 2008 auf 6.452 Fahrzeugeinheiten. 2010 wurden 6.500 Fahrzeuge verkauft, 27 Prozent der verkauften Fahrzeuge gingen in die USA. 2011 wurde dieser Rekord mit 7.195 Fahrzeugen überboten. 2014 vertrat Luca di Montezemolo die Strategie, durch eine Begrenzung der Stückzahl auf 7.000 Fahrzeuge pro Jahr die Exklusivität zu wahren. 2022 wurden mit 13.221 Ferraris erstmals über 13.000 Fahrzeuge ausgeliefert. Das Jahr 2024 war mit 13.752 verkauften Fahrzeugen das bisher erfolgreichste in der Geschichte von Ferrari.
Einer Studie des deutschen Wirtschaftswissenschaftlers Ferdinand Dudenhöffer zufolge, erwirtschaftete Ferrari (im ersten Halbjahr 2018) etwa 69.000 Euro Betriebsgewinn pro verkauftem Fahrzeug. Damit ist Ferrari der profitabelste aller untersuchten Automobilhersteller. 2024 waren es durchschnittlich über 135.000 Euro pro Fahrzeug.

## Rückrufaktionen
Im Juli 2015 rief Ferrari weltweit insgesamt 2600 Autos wegen fehlerhafter Takata-Airbags zurück. Grund für den Rückruf war ein möglicher Produktionsfehler bei einer Komponente aus dem Inneren des Airbags.
2022 rief Ferrari 105.988 Fahrzeuge aus den Produktionsjahren 2005 bis 2022 wegen Bremsproblemen bei fast jeder Modellreihe zurück. Die betroffenen Sportwagen sind mit einem fehlerhaft konstruierten Deckel für den Bremsflüssigkeitsbehälter ausgestattet, der möglicherweise einen Druckausgleich verhindert. Dies kann zu einem teilweisen oder vollständigen Verlust der Bremsfähigkeit führen. Die Reparatur besteht aus dem Austausch des Deckels des Bremsflüssigkeitsbehälters und der Aktualisierung der Software in den betroffenen Fahrzeugen.

## Homologation
Für den Einsatz im seriennahen Motorsport sind/waren folgende Modelle homologiert. Hervorgehoben sind Modelle die aktuell eingesetzt werden. 
- Ferrari F50 GT als GT2
- Ferrari 360 GTC als N-GT
- Ferrari F430 GTC als GT2
- Ferrari 430 Scuderia GT3 als GT3
- Ferrari 550 GTC als GT
- Ferrari 575 GTC als GT
- Ferrari 458 Italia GT2 als GT2
- Ferrari 458 Italia GT3 als GT3
- Ferrari 488 GT3 für die GT3
- Ferrari 488 GTE für die GTE
- Ferrari 296 GT3 für die GT3